# Поливанов, Евгений Дмитриевич
Евге́ний Дми́триевич Полива́нов (28 февраля [12 марта] 1891, Смоленск, Смоленская губерния — 25 января 1938, Москва) — русский и советский лингвист, востоковед и литературовед. Автор первого в мировой науке описания фонологии японского языка, создатель японской акцентологии и исторической фонетики, первый исследователь японских диалектов, автор гипотезы о смешанном (алтайско-малайском) происхождении японского языка, автор теории конвергентно-дивергентных процессов, ставшей фундаментом современной диахронической фонологии. В его работах заложены основы современной психо- и социолингвистики, создана оригинальная теория языковой эволюции. Создатель принятой в российском японоведении системы записи японских слов кириллицей, разработчик методик обучения русскому языку как иностранному, участник языкового строительства в Советском Союзе, автор грамматик японского, китайского, дунганского, туркменского, узбекского, казахского и бухаро-еврейского языков. Полиглот (в разной степени владел восемнадцатью языками, работал с фонетикой, грамматикой и лексикой более чем тридцати языков).
Родился в обедневшей дворянской семье. Окончил Александровскую гимназию в Риге (1908), Практическую восточную академию Императорского общества востоковедения (Санкт-Петербург) по японскому разряду (1911), историко-филологический факультет Императорского Санкт-Петербургского университета (1912). Научные взгляды формировались под влиянием ведущих российских лингвистов — Ивана Бодуэна де Куртенэ и Льва Щербы. В 1914—1916 годах трижды совершал экспедиции в Японию, где в полевых условиях изучал местные диалекты. С 1915 года после получения степени магистра зачислен приват-доцентом кафедры японской словесности Восточного факультета Петроградского университета. Во время Февральской революции примкнул к меньшевикам, после Октябрьской революции перешёл на сторону большевиков. В конце 1917 — начале 1918 годов заведовал Восточным отделом Наркомата иностранных дел РСФСР, являлся одним из двух заместителей Л. Д. Троцкого, сотрудником Коминтерна. В 1919 году вступил в большевистскую партию, в которой организовал китайскую коммунистическую секцию при Петроградском комитете РКП(б); в 28-летнем возрасте был избран профессором университета. С 1921 по 1926 год работал в Туркестане. В 1926 году временно работал во Владивостоке и совершил последнюю кратковременную поездку в Японию. Далее до 1929 года работал в различных академических структурах в Москве, занимаясь разнообразными культурно-просветительскими проектами.
В 1929 году Поливанов открыто выступил против академика Марра и его «нового учения о языке», которое господствовало в советской лингвистике. За свою позицию лишился возможности публиковаться и читать лекции в Москве и Петрограде, в результате чего переехал в Узбекистан. В 1931—1934 годах работал в Ташкенте, при этом всё так же был лишён возможности публиковаться в столицах и преподавать в высших учебных заведениях. В 1934 году переехал в Киргизстан, где получил должность профессора Киргизского научно-исследовательского института языка и письменности во Фрунзе. Арестован 1 августа 1937 года по обвинению в троцкизме, позже был обвинён в шпионаже в пользу Японии. На суде виновным себя не признал. Расстрелян 25 января 1938 года. Реабилитирован 3 апреля 1963 года.
Личная судьба учёного наложила отпечаток на судьбу его научного творчества: по собственному признанию Поливанова свет увидела лишь двадцатая часть его работ, рукописи многих подготовленных работ были утеряны после отмены их печати, ещё больше утеряно неопубликованным в черновиках и рукописях. Поливанов не оставил учеников и все направления его работы не получили продолжателей в Советском Союзе. Постепенный интерес к работам учёного стал возобновляться с 60-х годов XX века как в Советском Союзе, так и во Франции и Японии.

## Биография

### 1891—1912: происхождение, становление (до 21 года)
Евгений Дмитриевич Поливанов родился 28 февраля 1891 года в Смоленске, он был поздним и единственным ребёнком в семье Дмитрия и Екатерины Поливановых. Отец Евгения, Дмитрий Михайлович Поливанов (25 января 1840 — 11(24) мая 1918), принадлежал к старому дворянскому роду Костромской губернии, в молодости служил в гвардейском полку, откуда ушёл в отставку в 25-летнем возрасте в чине поручика. Свою гражданскую службу Дмитрий Михайлович начал в качестве сотрудника Императорской публичной библиотеки, где прослужил пять лет, после чего перешёл на должность ревизора службы движения Орловско-Рижской железной дороги, где прослужил ещё тридцать лет. По служебной лестнице он не поднялся выше титулярного советника. Мать учёного, Екатерина Яковлевна Поливанова (1849 — 2 декабря 1913), была известной в Орле и Смоленске общественной деятельницей: она была соиздательницей газеты «Смоленский вестник», а также печаталась в столичных, крымских и прибалтийских журналах, переводила со шведского и норвежского языков. Екатерина Яковлевна дружила с известным историком Н. И. Кареевым и педагогом В. П. Вахтеровым. В дальнейшем именно Вахтеров оказывал Евгению помощь в Петербурге, в том числе материальную, именно ему молодой учёный посвятит свою первую крупную работу.
Между 1894—1896 годами семейство Поливановых переехало в Ригу, вероятно, из-за перевода Дмитрия Михайловича по службе. После событий 1905 года Поливанов-старший потерял работу, семья существовала на его пенсию, литературные гонорары Екатерины Яковлевны и приработки Евгения от репетиторства. Евгений обучался в Рижской Александровской гимназии, которую окончил в 1908 году. Одновременно с ним в этом же учебном заведении обучался его будущий коллега-японист Николай Конрад, но познакомились они и стали общаться уже в Петербурге. После отъезда из Прибалтики Поливанов более никогда не возвращался в Ригу. Он поступил на историко-филологический факультет Петербургского университета (славяно-русское и тибетское отделения, окончил в 1912 году). Среди его университетских учителей были два крупнейших российских лингвиста того времени — И. А. Бодуэн де Куртенэ и Л. В. Щерба. Бодуэн де Куртенэ не только приобщил Евгения к новейшей методологии изучения языков, но и привил общий политический настрой «интернационалиста-радикала», как его характеризовал сам Поливанов. Одновременно с университетом Евгений Дмитриевич учился на японском разряде в Практической восточной академии (окончил в 1911 году), поскольку это было единственное заведение в столице, в котором преподавался современный японский язык, достаточно популярный у востоковедов после Русско-японской войны. Радикализм политических взглядов сопровождался у Поливанова «громким поведением» (по выражению В. М. Алпатова). В одном из своих докладов Евгений Поливанов утверждал, что из-за написания антивоенной пьесы (в те годы он был пацифистом) подвёргся аресту и кратковременному заключению.
В студенческие годы Евгений потерял кисть левой руки до запястья. Время и обстоятельства получения травмы неизвестны, однако ещё в 1911 году мать Поливанова, Екатерина Яковлевна, выражая благодарность В. П. Вахтерову за выделенную стипендию, назвала сына «безручкой». Впоследствии трагическая история обросла легендами, и в конечном счёте исследователи и современники учёного называли в качестве «достоверных» самые различные версии: от той, что Поливанов положил руку под поезд на спор, до той, что учёный потерял её, упав пьяным под трамвай. Примерно в это же время Евгений начинает употреблять морфий. В 2021 году киргизские исследователи Сумароковы обнаружили, что 12 апреля 1912 года канцелярия Санкт-Петербургского университета уведомило «Рижское воинской повинности Присутствие», что Евгений Дмитриевич Поливанов, приписанный к Рижскому призывному участку 10 июня 1908 года за № 1445, выбыл из университета 4 апреля 1912 года по причине его окончания. Документ подтверждал, что на момент окончания гимназии Поливанов был абсолютно здоров и ограничений по здоровью для призыва на военную службу не имел. В нём к тому же университет извещал об окончании срока отсрочки от призыва Поливанова на военную службу, которая была связана с учёбой в вузе.

### 1912—1916: выбор призвания, Япония (21—25 лет)
После окончания университета в 1912 году Поливанов был оставлен при кафедре сравнительного языковедения, параллельно он преподавал латинский, русский и французский языки на Женских педагогических курсах и в гимназии Иозефовича. Когда в 1913 году семидесятилетний Бодуэн де Куртенэ был привлечён к суду за свои радикальные взгляды, историко-филологический факультет потерял для Евгения привлекательность, и он попытался перевестись на факультет восточных языков, несмотря на то, что удостоился профессорской стипендии. В те годы Восточный факультет был закрытой структурой, все кафедры которой замещались только собственными выпускниками, однако как раз в 1913 году образовался недостаток преподавателей-японистов. Навстречу молодому амбициозному учёному пошёл декан факультета Николай Яковлевич Марр, Поливанов был принят, однако адаптация была нелёгкой. Перешедшего из индоевропеистики «чужака» встретили настороженно, даже не самый консервативно настроенный В. М. Алексеев в одном из частных писем утверждал, что Поливанов не может считаться «полноценным востоковедом». Отчасти это объяснялось тем, что востоковеды не занимались изучением и преподаванием современных азиатских языков. В 1914 году Евгений познакомился с Виктором Шкловским, постепенно вошёл в круг радикально настроенных литераторов, которые собирались у Маяковского и со временем образовали ОПОЯЗ.
В 1914 году Поливанов опубликовал свою первую работу по сравнительному исследованию японского и рюкюских языков. В исследовании «Сравнительно-фонетический очерк японского и рюкюского языков» он предпринял попытку сопоставить японский язык с родственными ему диалектами островов Рюкю, что к югу от Японских островов, и выявить общего предка, от которого произошли и японский язык, и рюкюские диалекты. Для продолжения работы он на средства Русско-японского общества отправился в командировку в Японию. В Японии того времени традиционно преобладало изучение старописьменного языка, научное изучение современного литературного языка и диалектов фактически только начиналось. Именно изучение диалектов интересовало Поливанова в первую очередь.
Первое путешествие Поливанова в Японию длилось с мая по октябрь 1914 года. Прибыв в Нагасаки, учёный отправился в рыбацкую деревню Миэ. В то время от Нагасаки деревню отделял залив, через который приходилось добираться на лодке. Поселившись у учителя по фамилии Ива (イワ), Поливанов провёл в полевых исследованиях большую часть лета. Ива Эи, сестра учителя, в 1978 году была опрошена исследователями и показала, что Пори-сан, как звали его местные, запомнился ей как белым цветом кожи (он много времени проводил на пляже), так и тем, что лишённый левой руки, прекрасно плавал. Задача описания диалекта была выполнена на очень высоком уровне, что и выяснилось в 1978 году, когда исследовательница Миёко Сугито сделала проверку записей Поливанова через обратный перевод со стандартного японского: выяснилось, что российский учёный очень точно зафиксировал особенности диалекта.
Пали утренние зори на восток,

Озолочен песок,

Теплый жёлтый песок

 В синем море.

К солнцу мчит альбатрос на восток,

Где стоит одинок

Желтолицый утес

 В Жёлтом море.

И души моей путь на восток,

На прибрежный песок —

Умереть, утонуть

 В тёплом море.
Из Нагасаки путь Поливанова лежал в Киото — древнюю столицу Японии. Сентябрь и октябрь 1914 года Евгений Дмитриевич провёл в Токио. В Токийском университете была оборудованная фонетическая лаборатория, в которую он получил доступ на период 5 — 13 октября. Здесь же ему удалось пообщаться не только с японскими лингвистами (Симмурой Идзуру и Сакумой Канаэ), но и со своими коллегами по Практической восточной академии — Оттоном Розенбергом и Николаем Конрадом.
В начале ноября 1914 года Поливанов вернулся в Петроград, посвятив себя сдаче магистерских экзаменов и обработке полученных материалов. Отчёт о его командировке не сохранился. Весной 1915 года магистрант обратился в Русский комитет для изучения Средней и Восточной Азии с просьбой проспонсировать следующий этап полевых работ. Председатель комитета, академик В. В. Радлов на заседании 20 июня (3 июля) 1915 года предоставил финансирование в размере 500 рублей, не считая бесплатного проезда из Владивостока до Японии и обратно. Не дожидаясь субсидии, Поливанов отбыл в Страну восходящего солнца 17 (30) июня. В Токио он прибыл 6 (19) июля. Поскольку Токийский университет был закрыт на каникулы, учёный взялся за работу над диалектом Киото, составив фонетический словарь объёмом 14 000 единиц. Далее Поливанов отбыл на Сикоку, посетив деревню Мороги близ Коти, где изучал тосанский диалект крестьян и рыбаков; также он записывал фольклорные тексты. На обратном пути Евгений Дмитриевич зафиксировал 10 000 фонетических единиц одного из нагасакских говоров и говор Нахи (острова Рюкю). В Токио продолжилось общение с Конрадом и Розенбергом, а также недавно прибывшим на стажировку лингвистом Н. А. Невским. По мнению Танаки Мидзуэ, именно общение с Поливановым побудило Невского заняться диалектологией островов Мияко. По условиям стипендии, Поливанов должен был вернуться в Россию к 1 (13) октября 1914 года. 24 октября (6 ноября) датирован краткий отчёт учёного о проделанной работе. Из позднейших упоминаний следует, что Евгений Поливанов публиковал некие материалы в японских научных изданиях, но после 1916 года возможность публиковаться там была утрачена. Ни одна из этих работ не выявлена.
После возвращения декан Н. Я. Марр принял решение назначить 24-летнего Поливанова приват-доцентом кафедры японской словесности. Евгений Дмитриевич читал разнообразные курсы: «лингвистические методы применительно к японскому и китайскому языкам», введение в японскую диалектологию, историческую фонетику японского языка, историческую грамматику японского языка, китайские заимствования в японском языке, и т. д. Материалы командировки легли в основу монографии «Психофонетические наблюдения над японскими диалектами» («психофонетикой» Бодуэн де Куртене именовал фонологию), вышедшей уже в 1917 году.
Третья поездка Евгения Поливанова в Японию состоялась в 1916 году. Японист Ярослав Шулатов обнаружил в военно-морском архиве документ, который подтверждал, что Конрад и Поливанов направлялись в Японию «для производства политической разведки» и будущего создания «специальной осведомительной службы». Поливанову поручалось «ознакомиться с существующими ныне в Японии научно-политическими обществами, изучающими страны, лежащие по побережью Тихого океана… Его исследование должно было показать, какие политические цели поставило себе каждое данное общество и в каком (политическом) направлении эта работа совершается». В морском ведомстве выступали против того, чтобы командируемый узнал об источнике тематических заданий для него (об этом прямо указывалось в документах МГШ касательно Поливанова), тем не менее в конечном итоге об этом стало известно. В материалах следственного дела учёный упоминает о том, что после возвращения из Японии в 1916 году он «представил докладную записку с изложением в ней деятельности некоторых японских обществ, ставящих своей целью проникновение японского влияния на русский Дальний Восток», после чего председатель Общества востоковедения генерал Шведов направил его «в царскую разведку к генералу Рябикову», который также высоко оценил качество представленного материала и предложил сотрудничество. По мнению Шулатова, с учётом того, что тема указанного доклада была изначально составлена в МГШ, данные показания не выглядят выбитыми насильно в ходе следствия.

### 1917—1920: первые годы революции (26—29 лет)
В феврале 1917 года Поливанов немедленно откликнулся на свержение самодержавия: не оставляя работы в университете, сотрудничал в кабинете военной печати при Всероссийском совете крестьянских депутатов (это учреждение издавало учебную литературу для солдат), вошёл в авторский коллектив газеты «Новая жизнь». Тогда он состоял в группе левых меньшевиков. В сентябре 1917 года советский японовед Н. И. Конрад в письме к другому известному японоведу Н. А. Невскому отмечал: «Поливанов — член Исполнительного Комитета Крестьянских депутатов — меньшевик-интернационалист группы Мартова, почти примыкающий к большевикам, ныне Комиссар Совета Крестьянских Депутатов при Министерстве Иностр. Дел — яркий показатель того, что творится ныне с российскими гражданами». После Октябрьской революции Поливанов перешёл на сторону большевиков; Евгений Дмитриевич утверждал, что единственный во всём университете откликнулся на предложение Урицкого служить новой власти, и его услуги вскоре оказались востребованы.
Революция, я с Тобою,

Когда волочусь животом по торцу

И когда шелудивой рукою

Бьет палач мой меня по лицу!

<Революция, я презренный —

Я велик, ибо я правдив,

Ибо я совершенно верный

Несравненный твой негатив.
Текст основополагающего для внешней политики и дипломатии Советского государства «Декрета о мире» содержал заявление правительства об отмене тайной дипломатии. Когда 27 октября всем чинам бывшего Министерства иностранных дел было предложено выполнять свои обязанности под руководством Совета народных комиссаров и организовать перевод на все важнейшие языки текста декрета о мире, его чиновники, как сообщил «День», продемонстрировали свою «резкую и открытую оппозицию». 4 ноября И. Залкинд получил ордер на арест саботажников, и параллельно задачу отыскать и опубликовать тайные договоры, заключённые царским правительством. Вместе с Залкиндом для работы над документами был прикомандирован Поливанов, который к тому времени уже предложил новому правительству свою помощь.
В Центральном партийном архиве сохранились воспоминания Е. Поливанова о том, как проводилась работа над документами. Евгений Дмитриевич повествовал, как он, отвлёкшись от «длительной и безынтересной» процедуры приёмки представителями Советской власти кассы и инвентаря МИД от бывших его чиновников, происходившей «накануне того дня, когда в „Известиях“ и „Правде“ появились первые страницы „Тайных договоров“», зашёл в «секретную комнату» и, взяв наугад с верхней полки шкафа «первую слева папку», понял, что у него «в руках всё самое нужное, чего хватит, по крайней мере, на первые дни опубликования в газетах». «Это не были самые тексты договоров, — писал Поливанов,— но это было нечто более нужное для нас в этот момент: здесь находился экстракт из всех договоров и обязательств, которые были заключены между Россией и союзниками в период 1914—1917 гг. <…> Решено было, что я выберу тотчас же всё, что можно немедленно отправить в газеты — и я снова был в „секретной комнате“, откуда вышел лишь в два часа ночи». По телефону из Смольного был вызван машинист, которому Поливанов до ночи диктовал перевод с французского подлинника, который делал на ходу. «На следующий день газеты брались нарасхват. Это был первый день опубликования „тайных договоров“, а сенсационное опубликование это продолжалось в течение нескольких недель, встречаемое ежедневно с неослабевающим интересом и напряжением, жадным любопытством масс, с отвращением узнававших так дорого обошедшиеся народам России тайны царской дипломатии».
И. Залкинд и Е. Поливанов возглавили в дальнейшем два центральных отдела НКИД: И. Залкинд — отдел сношений с Западом, Е. Поливанов — отдел сношений с Востоком. Впрочем с начальством у Поливанова отношения не заладились. В своих воспоминаниях Лев Давидович Троцкий заявлял:

При нём (Маркине) тёрся молодой человек, лет 25, без руки, фамилия его, кажется, Поливанов, приват-доцент. Так как он был мне рекомендован Маркиным, то он и помогал ему. Не знаю, на каком он был факультете, но у него были сведения по этой части. Кажется, он даже знал азиатские языки. Филолог ли он был, что ли, — в точности не могу сказать. Работал он не на секретных ролях. Кто рекомендовал его Маркину, не знаю. Там был ещё из партийных Залкинд. Маркин его более или менее усыновил. Но потом оказалось, что Поливанов был членом союза русского народа. Руку он потерял, во всяком случае, не на баррикадах. Он обнаружил потом большое пристрастие к спиртным напиткам, и даже были сведения, что он принимал разные приношения. Персидское посольство ему какую-то корзинку с какими-то приношениями прислало. Он был по этому поводу устранён. Первое время он работал довольно активно.
Узбекистанский краевед Николай Порфирьевич Архангельский, знавший Поливанова лично, отмечал, что убийственная оценка от Троцкого тяжело отразилась на психике Поливанова:

…острое психическое заболевание Е. Д. Поливанова весной 1922 года в какой-то мере было связано с травмой, которую нанесла ему книга Л. Троцкого «1917-й год», где автор высокомерно писал об «одноруком Поливанове», который, будто бы, «вертелся» (?) около Наркоминдела (может быть я не совсем точно вспоминаю грубый текст Троцкого, но суть его такова). <…> Тон Троцкого был возмутителен. Позже, поработав с Е. Д., лучше его узнав, я ещё яснее осознал: это место в книге Троцкого убийственно характеризует отнюдь не Е. Д. Поливанова, но самого Льва Троцкого.
При этом Архангельский указывал на «заметку в петроградском журнале „Восток“ о сумасшествии известного лингвиста Поливанова (в 1922 или 1923 году)». Исследователь Алексей Викторович Андронов изучил содержимое журналов, но обнаружить такую информацию не смог.
С февраля 1918 года Евгений Поливанов перешёл на политическую работу в среде мобилизованных китайцев Петрограда, создав «Союз китайских рабочих», в котором обучал своих сотрудников русскому языку. Главой Союза стал сын знаменитого чаевода Лю Шаочжу (Лау Сиу-джау). Под редакцией Поливанова и Н. Конрада на китайском языке издавалась газета «Китайский работник» (кит. трад. 中國工人, упр. 中国工人, пиньинь zhōngguó gōngrén, палл. Чжунго гунжэнь), вскоре переименованная в «Великое равенство» (кит. трад. 大同報, упр. 大同报, пиньинь dàtóng bào, палл. Датун бао).
В 1919 году Поливанов стал членом РКП(б). В 1919 году он был избран профессором Петроградского университета. С 1919 по 1921 год был «организатором китайской коммунистической секции в Петроградском комитете ВКП(б)». После этого переведён в Москву заместителем заведующего Дальневосточным отделом Коминтерна.

### 1921—1926: работа в Средней Азии (30—35 лет)
В Москве Поливанов не задержался: проработав некоторое время в ИККИ, параллельно читая лекции в КУТВ, вскоре он был командирован в Туркестан. Сам Поливанов впоследствии объяснял этот перевод болезнью жены (с того же 1921 года он был женат на эстонке Бригитте Альфредовне Нирк), однако В. Алпатов связывал это с некой разведывательной миссией в Синьцзян, которая так и не состоялась. На этом практически завершилась политическая карьера Евгения Дмитриевича. 14 мая 1921 года датировано прошение совету Ташкентского государственного университета поручить Поливанову чтение курсов по общему и сравнительному языкознанию. Вскоре он вошёл в состав научного совета университета, а в течение 1922 года стал работать в Государственном учёном совете (ГУС), сделавшись заместителем его председателя. Совет должен был руководить развитием науки всей Туркестанской республики, в том числе культурной революции в среде коренных народов Средней Азии. Некоторое время он был главой местного Главлита. Собственно, 21 февраля 1922 года на совместном заседании Научного совета и местных комиссий Поливанов выступил с программным докладом о «тюркизации Туркестанского университета», повторив его 23 апреля на коллегии Узбекского Наркомпроса. Основные положения доклада вошли в итоговую резолюцию: использование русского языка было признано временным, а с целью скорейшей подготовки национальных научных кадров университет обязывался перевести чтение лекций на местные языки, русские студенты были обязаны изучать один из местных языков, готовящиеся к профессуре преподаватели также должны были изучить один восточный язык и сдать по нему экзамены; только после этого была возможна научная командировка в РСФСР или за границу. Коренное население получало преимущественные права для поступления в университет; в случае особых способностей к научной работе выходцы из туркестанских народов могли быть приравнены в материальном обеспечении к научным работникам со второго, а в случае исключения — и с первого курса. Поливанов считал, что важнейшей политической задачей просвещения является «популяризация науки на мусульманских языках», а не «оторванная от мусульманских масс исследовательская работа русских учёных». Впрочем, первая группа студентов-узбеков была образована в Ташкенте лишь в 1932 году. Однако Поливанову удалось в феврале 1923 года включить в списки ТурКУБУ (местный вариант ЦЕКУБУ) «передовых деятелей туземной интеллигенции» как «подлинных проводников просвещения».
Пей вино, запершись в кабинете,

За томом Тацита.

Никто не заметит.

Но не неси душу на улицу.

Она сердито

Мне говорит: «Задушу».

 О, как жесток мой путь!

 Топчет нога ножи.

 Дай мне, наган, уснуть

 И ни за что не жить.

Все проститутки мне жёны,

Я сам прокаженный,

Обнаженную душу

Царапайте камнем

 Миллионы раз.

 А в Кремле Ленин

 Такой большой

 Построит жизнь

 Совсем без нас.

 Не будет слабых,

 Больных душой,

 Не будет боли,

 Не будет войн.

 И мне хорошо.

 Я спокоен.
В сентябре 1923 года Евгений Дмитриевич внёс в Наркомпрос проект реорганизации вуза для усиления прикладного характера образования узбеков, киргизов и туркменов (не убирая «ценностей русского востоковедения»), принимая во внимание специализацию востоковедных вузов Петрограда, Москвы и Владивостока. Решение этих задач было неотделимо от латинизации тюркских письменностей. С докладом об этой проблеме Поливанов выступал на II съезде узбекских работников просвещения в марте-апреле 1922 года, он указывал на недостатки арабской графики. В апреле 1924 года он был введён в руководство «Аслатом» и запланировал специальную работу по орфографической реформе. В 1923—1924 годах учёный занимался написанием учебников русского языка для национальных школ и узбекского языка для русских школ. Реформа в его понимании была неотделима от изучения фольклора и этнографии для наилучшего составления хрестоматий и учебных материалов. ГУС поручил Поливанову написание грамматики киргизского языка, законченной к концу 1924 года. Из-за ряда задержек только в 1925 году вышел «Русский букварь для нерусских детей Туркестана». В это же самое время Поливанов осуществил составление картотеки узбекско-русского и русско-узбекского словарей, которые были приняты к печати в том же 1925 году, а в 1926 году был напечатан «Краткий русско-узбекский словарь».
Незадолго до отъезда из Ташкента в 1926 году, Поливанов выбыл из рядов РКП(б). В центральном госархиве Узбекистана сохранился его партийный билет № 360 054. По предположению В. Алпатова, причиной исключения из партии была наркомания учёного. В следственном деле 1937 года использовалась формулировка «выбыл с правом обратного поступления», которая отсутствовала в уставе партии. Алпатов приводил отрывки из писем востоковедов, пересекавшихся с Поливановым в Ташкенте в это время и засвидетельствовавших постепенную деградацию учёного: арабист А. Э. Шмидт упомянул 10 декабря 1922 года о «психическом заболевании Поливанова», 22 июня 1925 года академик В. В. Бартольд писал, что «в университете успехам научной тюркологии по-прежнему больше всего содействуют работы Поливанова, но неизвестно, надолго ли его хватит; и физически, и нравственно он все больше опускается».

### 1926—1929: зенит научной карьеры (35—38 лет)
В 1926 году профессор Поливанов поступил в распоряжение Дальневосточного государственного университета (ДВГУ). Приказом правления № 134 от 30 марта 1926 года он был утверждён профессором, причём указывалось, что приступил к занятиям на Восточном факультете с 24 марта. Уже 8 мая того же года правление ДВГУ утвердило план его заграничной командировки. Об этой поездке практически ничего не известно, существует свидетельство, что в Японии Поливанов провёл всего три дня. 12 июня 1926 года Поливанов оказался в Иркутске и прислал оттуда во Владивосток заявление о продлении работы на 1926/1927 учебный год, был утверждён учебный план и круг прочих обязанностей. Однако летом того же года влиятельный литературовед В. М. Фриче вызвал Поливанова в Москву. По мнению В. Алпатова, «красный профессор» Поливанов был способен на равных бороться с «буржуазной наукой». С другой стороны, Н. Я. Марр звал Евгения Дмитриевича в Ленинград; после колебаний учёный избрал столицу. В 1927 году сделался заведующим лингвистической секцией Института языка и литературы РАНИОН, фактически возглавив московское языкознание.
На короткое время учёный получил новую возможность активно публиковаться. Совместно с коллегой О. В. Плетнером он издал грамматику японского литературного языка, опубликовал «Материалы по японской акцентологии» и «Историко-фонетический очерк японского консонантизма», грамматику китайского языка (совместно с А. И. Ивановым), а также первый том «Введения в языкознание для востоковедных вузов», где много места занимал анализ японского лингвистического материала. Написанный второй том был утрачен. Основная часть крупных исследований Поливанова не была опубликована, о многом приходится судить по упоминаниям у современников и в собственных трудах Евгения Дмитриевича. Среди прочего Поливановым упоминалась большая монография об акцентуации японских диалектов, объёмная «Фонетика японского языка», рукопись которой была отправлена Р. Якобсону для «Трудов Пражского лингвистического кружка». Японистика явно отступила у него на второй план: после 1921 года он более не преподавал японского языка (хотя в 1926—1929 годах по совместительству работал профессором Московского института востоковедения). Оборвались и связи с японской наукой: в его опубликованных и написанных трудах более не встречалось ссылок на актуальные японские исследования того времени, что контрастировало, например, с работами Н. И. Конрада.
В московский период Е. Д. Поливанов нашёл общий язык с формалистами, активно вращался в богемных кругах, что породило массу нелицеприятных легенд. Так, П. С. Кузнецов одновременно восхищался рассуждениями Евгения Дмитриевича о вокализме и акцентуации древнеиталийских языков и распускал слухи, что у учёного, якобы, было две жены. Именно к тем годам относились рассуждения В. В. Бартольда и Н. Н. Поппе, что Поливанов опускался в личностном отношении и «принадлежал к человеческому отребью».

### 1926—1929: против марризма (35—38 лет)
Лингвистические способности Марра были редкостны. <…> Овладев десятками языков из разных языковых семей и групп, он «оторвался» от критиков, ибо аргументы для своей теории брал отовсюду, и нужно было обладать широтой Е. Д. Поливанова, чтобы еще более аргументированно ему возражать. <…> С 1926 разойдясь с Н. Я. Марром, Поливанов стал наиболее последовательным критиком «нового учения о языке». Последствия: травля на специальных собраниях и в печати (особенно после выступления в Комакадемии 4 февраля 1929), снятие с работы (в Москве, 1929), невозможность поступить на работу (Ташкентский ун-т), невозможность издаваться (напечатана одна двадцатая часть работ, многие погибли безвозвратно). Приводятся печатные ярлыки, которыми награждали его марристы: «буржуазный контрабандист в языкознании», «черносотенный лингвист-идеалист».
В 1929 году Евгений Поливанов открыто выступил против «Нового учения о языке» Н. Я. Марра и его сторонников (неприятие работ Марра возникло у Поливанова ещё раньше, в 1926 году, сразу после выхода книги Марра «Чуваши-яфетиды на Волге», которую Поливанов назвал «образцом и первым резко выраженным шагом ложного пути» ). Борьба с Марром и марризмом никогда не была в центре внимания Поливанова. По его собственным словам, он не считал это учение достойным внимания, не говоря уже о критике, и выступил против него лишь тогда, когда марризм стал занимать ведущие позиции в советской лингвистике.
Николай Марр ещё до революции заявил о себе как крупный археолог-востоковед. Несмотря на владение большим количеством языков он не имел должной лингвистической подготовки и был в языкознании, по существу, дилетантом. С самого начала научной деятельности ему были присущи большое самомнение и полное отсутствие научной самокритики. Как указывал его ученик В. И. Абаев, у Н. Я. Марра при активности творческого центра не было центра торможения, «синтез решительно преобладал над анализом, обобщения — над фактами». Одной из задач Марра было выяснение места его родного грузинского языка среди языков мира. Речь шла при этом не о близкородственных ему картвельских языках, а об установлении родства этого языка с более известными языками мира. Решение данной задачи во времена Марра было невозможно прежде всего из-за недостатка фактического материала. Общепринятого научного мнения по этой проблеме нет и по состоянию на начало XXI века, однако нетерпение Марра, стремление сразу найти разгадки всех загадок привели к выдвижению широкомасштабных гипотез, не подтвержденных фактами. Сначала Марр говорил о грузино-семитском родстве, затем о существовании обширной семьи языков, названной им яфетической. В число яфетических Марр включал и такие языки, как нерасшифрованный этрусский и пеласгский, о котором неизвестно ничего, кроме названия. При этом Марр декларировал, что все его положения бесспорны и окончательно доказаны. В связи с этим Марр выработал концепцию скрещения языков, в соответствии с которой при взаимодействии двух языков образуется новый язык, в равной степени соотносимый с каждым из языков-предков; по мнению Марра, армянский язык был якобы скрещенным индоевропейско-яфетическим. Ещё одна идея, с этим связанная (появившаяся у Марра задолго до революции), заключалась в признании классовых армянских языков: «народный» язык связывался с яфетическими пародами, а «княжеский» — с завоевателями-индоевропейцами. В ноябре 1923 года Марр впервые выступил с заявлением о том, что языковых семей и праязыков не существует, что языки мира движутся от первоначального Множества к единству, а материальное сходство тех или иных языков объясняется либо скрещениями, либо общностью экономического развития. Так сформировалось «новое учение о языке», которое Марр отстаивал до конца своей жизни.
Малейшая критика положения дел в советском языкознании, даже самые робкие попытки критики так называемого «нового учения» в языкознании преследовались и пресекались со стороны руководящих кругов языкознания. За критическое отношение к наследству Н. Я. Марра, за малейшее неодобрение учения Н. Я. Марра снимались с должностей или снижались по должности ценные работники и исследователи в области языкознания. Деятели языкознания выдвигались на ответственные должности не по деловому признаку, а по признаку безоговорочного признания учения Н. Я. Марра.
До 1928 года марризм существовал в советской науке как влиятельное, но не монопольное направление. Отношение к нему в научных кругах, как отмечал сам Марр, характеризовалось словами «интересно, но непонятно». Ситуация изменилась в 1928 году, когда была создана подсекция материалистической лингвистики Коммунистической академии, председателем которой числился Марр. Подсекция стала центром пропаганды «нового учения о языке» и борьбы с инакомыслием в лингвистике. Именно здесь 4 февраля 1929 года в Коммунистической академии (Волхонка, 14) состоялась дискуссия, на которой с докладом против Марра и марризма выступил Е. Д. Поливанов. Последний подвёрг марризм уничижительной критике, отметив, что Марр не просто произвольно выбирает факты для подтверждения своей теории, но и в самих фактах нет того материала, который видит в них Марр. Поливанов перечислил несколько примеров, которые в качестве иллюстраций своей теории использовал Марр, в основном из японского и китайского языков, и указал на то, что всё учение строится на звуковом сходстве отдельных слов, которое к тому же не прослеживается в исторических формах этих слов, тем самым полностью обрушивая всю теорию. На примерах из книги «Чуваши-яфетиды на Волге» Е. Д. Поливанов показывал, как Марр не умел строить сравнительную фонетику даже тогда, когда для этого были все данные, то есть в пределах южнокавказских языков. «Яфетическая концепция и связанная с нею яфетическая терминология настолько наивны, — заявлял Поливанов, — и в них столько путаницы, что это обнаруживает отсутствие фонетической выучки у автора».
Доклад Е. Д. Поливанова вызвал резкую критику. На трёх заседаниях по вопросам, связанным с докладом, выступило более 30 человек (лично Марр находился за границей). Это были в основном либо нелингвисты, либо активные марристы во главе с И. И. Мещаниновым и А. А. Холодовичем, который после разрыва отношений с Конрадом обучался у Марра. Полемизировать пришлось с И. И. Мещаниновым, также в дискуссии приняли участие Н. Ф. Яковлев и Р. О. Шор, Л. И. Жирков, русист старой школы Г. А. Ильинский, председателем был В. М. Фриче, незадолго до того избранный членом АН СССР. Поддержал Поливанова только профессор Г. А. Ильинский, остальные обрушили на него бездоказательные обвинения, вплоть до того, что он будто бы состоял в черносотенной организации. Поливанов назвал своих оппонентов «верующими», тогда как Фриче признал репутацию Марра «незапятнанной».
1 марта 1929 года в газете «Вечерняя Москва» была опубликована разгромная статья под громким заголовком «Кто травит академика Марра?». Автор, скрывшийся под псевдонимом «А. Кут», заявлял, что в ходе трёхдневного диспута реакционные силы во главе с Поливановым использовали трибуну Коммунистической академии, чтобы «облить грязью крупнейшего советского учёного и общественного деятеля, <…> учёного, у которого за плечами 40 лет упорной научной работы, заслуги которого признаны крупнейшими языковедами». По словам автора, Поливанов издевался над яфетической теорией как над «покровительствуемой теорией», к которой льнут все оппортунисты. В заключении злопыхательски настроенный автор заявил, что Поливанов принадлежал к монархическому Союзу русского народа, а поэтому политическая подоплёка его кампании против Марра «для всех очевидна».
Ответное письмо Поливанова, написанное в традиционном для него взвешенном и выдержанном тоне, не увидело света и было опубликовано лишь в 1988 году. Обращаясь к Шкловскому с просьбой о передаче письма в редакцию, Поливанов писал:

Дорогой и единственный друг, простите меня, что я не пришел и теперь не даю комментариев и нагружаю Вас просьбами. С большим трудом я написал эти 2 стр. и больше писать не могу, мне очень больно.

Борьба с «поливановщиной» захлестнула печать, учёный был обвинён в «буржуазном индоевропеизме». Сама дискуссия стала переломным моментом, после которого монопольное положение марризма в советской лингвистике стало очевидным. Это положение пережило самого Марра, который умер в 1934 году, и продержалось до 1950 года, когда научным кругам удалось убедить Сталина выступить с критикой Марра, тем самым положив конец 20-летнему правлению «нового учения о языке». В результате Поливанов решил вернуться в Узбекистан и устроился в диалектологическую экспедицию. Как оказалось, добровольный отъезд превратился в ссылку.

### 1929—1934: отъезд в Узбекистан (38—43 лет)
Посетив Узбекистан летом 1929 года, осенью Поливанов начал ликвидацию дел в Москве. В конце 1929 года он был принят сотрудником Узбекского государственного научно-исследовательского института, который на тот момент находился в Самарканде. В начале 1930 года Г. А. Шенгели пригласил Евгения Дмитриевича на работу по совместительству в Высший педагогический институт. После его преобразования в Узбекскую государственную педагогическую академию в январе 1930 года Поливанов был принят на должность профессора кафедры языка и литературы. Однако в связи с переездом его основного места работы — Узбекского государственного НИИ (УзГНИИ) — в Ташкент к июню 1931 года он уже не числился в списках личного состава Академии.
В начале 1930-х годов Поливанов состоял в переписке с лингвистом Романом Якобсоном, который к тому времени уже выехал в Европу. Евгений Дмитриевич косвенно намекал, что сможет уехать за границу, если у него будет перспектива научной деятельности в Западной Европе. В письме от 31 января 1931 года, адресованному своему другу и близкому коллеге Николаю Трубецкому, Якобсон писал:

Прочтите внимательно прилагаемое письмо Поливанова; надеюсь, что Вы достаточно привыкли к эзоповскому языку писем оттуда, чтобы разобраться, в чём дело. Это письмо недвусмысленный вопль отчаяния. Необходимо что-то придумать. Помимо всех прочих соображений, учтите, что если он будет у нас под рукой, насколько мы будем в состоянии усилить всяческие коллективные работы. Международное объединение для фонологической работы стало бы при таких условиях, не преувеличивая, побочным вопросом. Устрою истерику Матезиусу, может быть, что-нибудь в Праге наклюнется. Впрочем, сомневаюсь. Конечно, специальность у него такая, что конкурентов ему бояться не приходится, — авторитетнейший японовед и синолог одновременно, при желании тюрколог, финнолог, русист и т. п. Дело серьёзное: нельзя ли надумать чего-либо в Вене, — хотя бы самую экзотическую комбинацию? Как обстоит у Вас дело в университете с дальневосточными языками? Если ни в Праге, ни в Вене не выйдет, что ещё остается? Лондон? Как Вы думаете, способен что-нибудь устроить Мирский? Париж? <…> Я убежден, что Вас идея заполучить Поливанова воодушевит не менее, чем это воодушевило меня.
В письме от 10 февраля 1931 года Якобсон пишет: «О Поливанове. Кажется, ему удастся устроить здесь годовую стипендию, а дальше видно будет. Думаю, что за год он здесь так или иначе устроится. Или не здесь — так ещё где-либо».
В письме от 4 апреля 1931 года Якобсон сообщал:

Из России очень мрачные сведения — положение интеллигенции, условия культурной работы. Поливанов страшно рад завязавшимся с нами сношениям. Присылает дополнения к японской фонологии, которую мы уже переписали и надеемся скоро сдать в перевод, а потом напечатать при поддержке здешнего Восточного Института. Он предлагает прислать ещё следующие свои работы: историческая фонология французского языка, историческая фонология узбекского языка, две главы из мордовской фонологии и описание чеченской фонологической системы. Не написать ли ему, чтобы прислал последнее по-немецки? Я перешлю Вам для Caucasica. О приезде пишет очень глухо, но видимо явно рассчитывает приехать. Там вышло сейчас несколько новых его работ: Грамматика японского разговорного языка, грамматика китайского разговорного языка совместно с Ивановым и сборник принципиальных статей. Ваши и мои работы он в своих письмах горячо приветствует, заявляет о своей полной принципиальной солидарности.
В начале 1931 года Поливанов приехал в Ташкент, где обнаружил, что марризм глубоко проник и туда. В Ташкентском УзГНИИ сотрудники и аспиранты устроили публичное «отмежевание» от сборника «За марксистское языкознание», который был издан в 1931 году. После 1932 года Поливанов был практически лишён возможности преподавать в высших учебных заведениях. Последней работой учёного стала статья «Японский язык» в Большой советской энциклопедии, подписанная инициалами. В том же томе в статье «Яфетическая теория» содержались грубые выпады против Поливанова, он именовался «апологетом буржуазной науки и империалистической политики капитализма». В результате типографский набор второго тома «Введения в языкознание» был рассыпан, было отменено издание грамматик азербайджанского, казахского, калмыцкого, эрзя-мордовского языков; рукописи их оказались утрачены.
Впрочем, идеологическое давление не остановило полностью научную деятельность учёного. В Узбекистане он сразу же включился в работу научно-исследовательского института: занялся изучением языка бухарских евреев, начал разработку программ и учебников по русскому языку для начальных школ. Поливанов руководил двумя методобъединениями: одно состояло из преподавателей вузов и техникумов Самарканда, преподававших русский язык в национальных школах, другое — из преподавателей узбекского языка для русских. В отчёте кабинета лингвистики указано, что план профессор выполнил на 120 %. В этот период были созданы: «Материалы по морфологии узбекского языка» (6 п. л.), «Научная грамматика узбекского языка», «Морфологические особенности опорных говоров узбекского языка» (совместно с Батмановым, 3 п. л.), «Вопросы синтаксиса туземно-еврейского языка» (6 п. л.), «Ферганский говор туземно-еврейского языка» (3 п. л.), «Генезис туземно-еврейского языка», «Туземно-еврейская грамматика», «Арабский живой язык (в окрестностях г. Бухары)», «Мутационные изменения в звуковой истории языка», «Говор ферганских кыпчаков», «Генезис иранизироваиных узбекских говоров», «Образцы фонетических систем современного уйгурского языка», «Сборник фонетических записей по опорным говорам» (5 п. л.), и так далее. Большинство этих работ не увидело света и не сохранилось. При этом часть работ была потеряна ещё при жизни учёного. В письме от 20 июня 1931 года Якобсон сообщал Трубецкому:

У Поливанова каким-то образом пропало 15 печатных листов лингвистических рукописей. Черновиков нет. Кроме того, он послал мне описание узбекской фонологии и пачку ещё разных фонологических работ. Статья об узбекском нашлась, а прочее пропало [по дороге]. Во время недавней лингвистической экскурсии на Поливанова напали три разбойника. Одного он убил, но другие два начали его душить, однако вовремя подоспела подмога.
В 1933 году учёный заявлял: «Если сказать, какая часть из моих работ опубликована, это, должно быть, двадцатая часть, и особенно в настоящее время мне очень мало приходилось публиковать».

### 1934—1937: Киргизстан. Последние годы (43—46 лет)
Летом 1934 года Поливанов по приглашению киргизского филолога Касыма Тыныстанова переехал в Фрунзе (Киргизстан), где устроился в Киргизский институт культурного строительства, директором которого и был Тыныстанов. Приказом по Институту культурного строительства от 21 июля 1934 года профессор Е. Д. Поливанов был зачислен научным сотрудником Института в должности действительного члена по дунганскому сектору с окладом содержания 600 рублей в месяц. Однако практически сразу Поливанов покинул Бишкек и по семейным обстоятельствам вернулся в Узбекистан. Некоторое время он совмещал научно-педагогическую деятельность в Кыргызстане и Узбекистане. Поскольку материальное положение Поливанова было очень скромным, он после возвращения в Бишкек подрабатывал в местном педагогическом институте и издательствах. Здесь у него возникла возможность опубликовать школьный учебник дунганского языка, четыре статьи, несколько учебников русского языка для школ Туркестана, также монографии: «Русская грамматика в сопоставлении с узбекским языком» (1933) и «Опыт частной методики преподавания русского языка узбекам» (1935). Более двадцати работ этого периода не были опубликованы, а объёмный «Словарь лингвистических терминов» не был окончен, но его рукопись сохранилась в Архиве АН СССР и была опубликована лишь в 1991 году. Он также активно занимался эпосом «Манас», старался переводить эпос сам, а также активно помогал коллективу переводчиков. Переводчик Семён Липкин вспоминал:

Евгений Дмитриевич помогал нам, переводчикам, разъясняя трудные места, идиомы, архаизмы. Разговаривал он сердито, возражений не терпел. В киргизском эпосе есть такой эпизод. Манас и его кыркчоро — сорок дружинников — женятся на бухарских девушках. Каждый из них познает новобрачную, подражая тому или иному животному или могучей птице. Сам Манас — как верблюд верблюдицу. Я перевел это место довольно близко, но опустил нецензурные выражения: сказитель называл вещи своими именами. Поливанов требовал, чтобы я слово за словом следовал за сказителем. Киргизские ученые меня поддержали, а Поливанов кричал и на них, и на меня.

Статьи Поливанова, посвящённые эпосу «Манас», увидели свет только в 1968 году.
В 1936 году Поливанов в четвёртый раз получил персональное приглашение на Международный конгресс фонетических наук в Амстердаме. В прошении, поданном в местный обком, Поливанов отмечал, что ранее не мог отправиться в Данию по личным причинам материального характера («не мог обеспечить материально свою семью на время своего отсутствия»), но очень хотел попасть на четвёртый конгресс («теперь же есть важный теоретический вопрос, в котором важно было бы отстоять марксистскую линию историко-лингвистического исследования (подробности могу изложить по приезде), и я готов был бы, если обком найдет уместным, принять с этой целью личное участие в Конгрессе (хотя никакой особой личной заинтересованности в этой поездке и не имею)»). Согласия на поездку учёный не получил. Резолюция первого секретаря Киргизского обкома ВКП(б) Мориса Белоцкого (репрессирован в 1937 году, умер в заключении в 1944 году) гласила: «Школьн. отд. Это дело не обкома, а Центрального правительства — кому ездить на заграничные конгрессы».
Поскольку во Фрунзе свободных квартир не было, Поливанов с женой Бригиттой и свояченицей «Люлли» (Аврелия) долгое время жили в одной комнате в единственной гостинице в городе, где вообще не было никаких удобств, а вся обстановка состояла из дивана, стола и двух табуреток. Липкин вспоминал: «Вместе с женой он занимал комнату в четырехэтажном, обшарпанном доме гостиничного типа, в котором жили местные журналисты, ученые, актеры. Удобств в доме не было, уборная на улице. В нищей комнате Поливановых было грязно, душно, стоял какой-то странный, стойкий запах. Позднее я узнал, что Евгений Дмитриевич и его жена кололись». Позже институт купил для своего сотрудника половину частного дома (с комнатой в 16 м² и кухней) на улице Дзержинского, № 92, сумма составила 1200 рублей, чего хватило также на самую простую обстановку. Лояльность киргизских коллег, вероятно, объяснялась кончиной Марра в 1934 году, которая прекратила откровенную травлю учёного. В анкете 1935 года он называл себя кандидатом в члены ВКП(б), вероятно, стремясь вновь вступить в партийные ряды. Никаких подробностей об этом не известно, и в следственном деле он именовался беспартийным. В 1937 году его работу о японском синтаксисе сдержанно похвалил Н. И. Конрад, но к тому времени они не поддерживали никаких отношений. По мнению В. Алпатова, в обстановке «большого террора» у Поливанова было мало шансов уцелеть, учитывая его работу с Троцким и многократные поездки в Японию.

### 1937—1938 годы: арест, гибель и реабилитация (46 лет)
30 июля 1937 года из Москвы наркому внутренних дел Киргизской ССР Четвертакову была отправлена телеграмма: «Основании телеграммы товарища Фриновского арестуйте и направьте спецконвоем Москву третий отдел востоковеда Поливанова Евгения бывшего 1917 году заместителем Троцкого Наркоминдела Турбина работающего научной работе Киргизии. Задин». На справке имеется резолюция Четвертакова от 31 июля 1937 года: «Тов. Григорьеву. Для исполнения». Начальник 3 отдела ГУГБ НКВД Григорьев переадресовал телеграмму начальнику 4 отделения 3 отдела НКВД КиргССР Маргайтису: «Немедленно напишите постановление, согласуйте с прокурором и произведите арест и тщательный обыск. 31.VII.37 г.».
1 августа Поливанов был арестован у себя на квартире во Фрунзе по обвинению в «контрреволюционной троцкистской деятельности». 4 августа состоялся его первый допрос. Вслед за этим Поливанова конвоируют в Москву, где продолжают допрашивать с применением пыток. Следствие было начато 22 августа, когда дело учёного было выделено из некоего группового обвинения. В постановлении от 27 августа Поливанов предъявлялось подозрение по статье 58 пункт 1а («измена Родине»), в качестве меры пресечения было избрано содержание под стражей Бутырской тюрьме. 28 августа датирован единственный официальный документ, подтверждающий наркоманию Евгения Дмитриевича: «3/к Поливанов, страдающий наркоманией, нуждается ежедневно в 2-х кратной инъекции героина. Врач. Зайцева». 1 октября датировано заявление подследственного Поливанова, который просил прекратить в отношении него пытки:

Прошу о прекращении тяжелых приемов допроса, так как эти приемы заставляют меня лгать и приведут только к запутыванию следствия. Добавлю, что я близок к сумасшествию…

Пытки не были прекращены и оказали на подсудимого должный эффект. Уже на допросе 15 октября Поливанов признаётся, что с 1916 года был завербован японской разведкой, внедрён в разведку царской России, после революции передавал японцам сведения о работе Исполнительного комитета Коминтерна, а после 1930 года — планировал террористическую деятельность в Средней Азии. «Виновным себя признал» по статьям 58-1а, 58-8 и 58-11 («измена Родине», «терроризм», «организационная контрреволюционная деятельность»). Разрешение на расстрел учёного было выдано Сталиным 1 ноября 1937 года.
Закрытое судебное заседание выездной сессии Военной Коллегии Верховного Суда прошло 25 января 1938 года; во время заседания Е. Д. Поливанов отказался от своих показаний на следствии и назвал их ложными:

Председательствующий разъяснил подсудимому сущность предъявленных ему обвинений и спросил его, признает ли он себя виновным, на что подсудимый ответил, что виновным себя не признает. От своих показаний на предварительном следствии отказывается, считая их ложными. Оглашаются показания Кузнецова. Подсудимый заявил, что знакомства с японцами у него не было, так как он ездил в Японию и изучал их язык. Он работал всегда честно и никогда шпионом не был.

Поливанов был приговорён к высшей мере уголовного наказания — расстрелу с конфискацией всего лично ему принадлежащего имущества. В силу постановления ЦИК СССР от 1 декабря 1934 года приговор подлежал немедленному исполнению. В тот же день учёный был расстрелян на полигоне Коммунарка, акт о приведении приговора к исполнение был направлен в особый архив 1-го спецотдела НКВД СССР.
Жена Поливанова, Бригитта Альфредовна Нирк, ничего о судьбе мужа не знала и искала его с середины августа 1937 года, когда следователь Моргайтис сообщил ей, что Поливанова во Фрунзе больше нет. В январе 1938 году, когда Поливанов уже был расстрелян, она пишет письмо на имя Вышинского, которое начинает словами: «Глубокоуважаемый товарищ! Шесть месяцев я терпеливо ждала каких-нибудь результатов — и только теперь, когда я убеждаюсь, что мне без Вашей помощи не обойтись, я решаюсь отнять у Вас частичку Вашего времени и просить Вашего любезного внимания моему делу». Неизвестно, дошло ли письмо до адресата, но обратный адрес в письме пригодился сотрудникам НКВД: Бригитта Альфредовна Нирк была арестована 10 апреля 1938 года в Ташкенте. Постановление о её аресте как «жены врага народа» было выписано ещё 17 ноября 1937 года. После полугодичного следствия она была осуждена на десять лет лагерей как «агент польской разведки» и умерла в Каргопольлаге в Архангельской области 1 июля 1946 года. Судьба её сестры Аврелии (по мужу Одоевской) после 1937 года неизвестна.
После начала хрущёвской реабилитационной кампании хлопотать за Евгения Дмитриевича было некому, у него не осталось родственников. В 1955 году вышла публикация Н. А. Сыромятникова, посвящённая противостоянию Поливанова и Марра. В 1957 году вышла объёмная статья Вячеслава Всеволодовича Иванова «Лингвистические взгляды Е. Д. Поливанова», которая обобщала их значение для лингвистики в целом; возобновилась и публикация ранее не печатавшихся работ. Институт языкознания АН СССР от имени директора Б. А. Серебренникова в 1962 году направил ходатайство о пересмотре дела на имя Генерального прокурора СССР Р. А. Руденко. Показания в пользу Поливанова дали учёные: Ю. Я. Яншансин, К. К. Юдахин, Б. М. Юнусалиев, а также писатели В. Б. Шкловский и В. А. Каверин. 3 апреля 1963 года Евгений Дмитриевич Поливанов был посмертно реабилитирован. Его жена была формально реабилитирована лишь в 1989 году.

## Личность
Евгений Поливанов был среднего роста, сухого телосложения, с серо-голубыми глазами, обладал высоким баритоном; в обращении бывал мягок, ему была свойственна «утончённая деликатность». Так, к примеру, когда в его присутствии упоминали имя Марра, он спокойно поднимал руку и так же спокойно произносил: «Не надо». Неприязнь к собеседнику он выражал подчёркнутой пунктуальностью в исполнении этикетных требований. Современники отмечали огромную память учёного (в том числе слуховую: «любую, хоть мельком услышанную фонему, он воспроизводит не только совершенно точно, но и подчеркнув все её особенности»). Три десятилетия спустя дунганин Ян Шансин, близко знавший Поливанова в последние годы жизни учёного, вспоминал: «Мы были в экспедиции по изучению и сбору материалов по дунганскому языку <…> Обладая феноменальной памятью, профессор Е. Д. Поливанов, чтобы скрасить время на тарантасе, наизусть читал „Одиссею“ и „Илиаду“ на греческом языке несколько часов подряд. Он переводил в это время кыргызский героический эпос „Манас“ и наизусть декламировал сотню строф».
Евгений Дмитриевич Поливанов был полиглотом. В следственном деле (протокол от 22 августа 1937 года) он сам перечислил 18 языков, которыми владел: французский, немецкий, английский, латинский, греческий, испанский, сербский, польский, китайский, японский, татарский, узбекский, туркменский, казахский, киргизский, таджикский, эстонский и русский. Судя по анализу его опубликованных и неопубликованных работ Е. Поливанов работал с материалами следующих живых и мёртвых языков, помимо перечисленных: рюкюский, корейский, якутский, азербайджанский, арабский, древнетюркский, ассирийский, албанский, каракалпакский, дунганский, эрзянский, абхазский, айнский, уйгурский, тибетский, тагальский, чеченский, чувашский, литовский, латышский, армянский, марийский, монгольский, маньчжурский и материалы Г. Г. Манизера по языку ботокудов, также изучал грузинский язык у Н. Я. Марра.
Поливанов был обычным гениальным человеком. Самым обычным гениальным человеком
Спокойный характер и выдающиеся интеллектуальные способности сочетались у Поливанова с полным пренебрежением к бытовой стороне жизни и неприязни к «обывательщине» во всех её проявлениях. Неопрятный вид отмечали как те, кто знал учёного в Японии, так и знакомые по Москве и Узбекистану. При этом равнодушное отношение Евгения Дмитриевича к быту во многом было обусловлено тем, что много времени он проводил среди простого народа: в Москве он изучал диалекты китайского, проводя много времени в китайских прачечных, в Узбекистане — посещал места встреч местных старейшин.
Тяжёлый отпечаток на состояние учёного наложила его наркотическая зависимость, которой он был подвержен 27 лет своей жизни (фактически, с 19-летия). В архивах КГБ сохранилось коллективное заявление руководства и сотрудников Института киргизского языка и письменности в адрес республиканского НКВД, датированное 4 сентября 1937 года. В нём, пытаясь как-то оправдаться задним числом и отмежеваться от арестованного, коллеги по работе изобличали учёного: «Будучи морфинистом, Поливанов был связан с уголовным элементом и до 1934 года приобретал морфий и другие наркотические средства для себя, для своей жены (Б. Нирк-Поливановой) и её сестры (А. Одоевской) у спекулянтов и жуликов». После ареста учёного, его жена Бригитта, обращаясь в письме напрямую к прокурору Вышинскому, писала: «он уже 27 лет подряд был наркоманом-морфинистом, он не мог прожить ни одного дня (…без вливания) героина и лишение его нужной дозы наркоза может (вызвать?) разрыв сердца у него!».
Воспоминание о том, какое противоречивое ощущение вызывал Поливанов, оставил тюрколог Николай Александрович Баскаков: 

[При первом знакомстве] жена моя [поражённая внешним видом учёного] долго не могла поверить, что перед ней стоит «настоящий» Поливанов. Впрочем, во время предобеденного чаепития, она уже была совершенно очарована его рассказами, его манерами, которые выдавали в нём светского человека в старом понимании этого слова. Но вдруг гость как-то сник, извинился и попросил разрешения произвести некоторую лечебную процедуру. После того, как укол был сделан, он вновь расцвел и с ещё большим вдохновением стал рассказывать о Хиве, Хорезме…
Лингвист Н. С. Трубецкой, который высоко оценивал лингвистические работы Поливанова, отмечал, что работы 30-х гг. значительно уступали более ранним работам учёного. В письме к Якобсону от 2 ноября 1936 года он писал: 

Статья Поливанова, которую Вы мне прислали, как и всё, что он пишет за последнее время, недоделана и наряду с интересными мыслями заключает в себе и ляпсусы. Что с ней делать? Ведь теперь, кажется, печатание в заграничных изданиях рассматривается в СССР как вредительство или троцкизм. В общем, как это ни жалко, но надо признать, что Поливанов не оправдал ожиданий. Помимо отрыва от мировой научной литературы, сказывающегося вообще на советских филологах, он повидимому еще и физически приведен в негодность наркотиками.

Наиболее яркую, «уникальную» (по выражению В. М. Алпатова) характеристику Поливанову дал монголовед-тюрколог Н. Н. Поппе, который в своих мемуарах характеризовал Евгения Дмитриевича как «блестящего лингвиста и автора первоклассных трудов по японскому языку, тюркским языкам, сравнительному алтайскому языкознанию и другим проблемам», но в личностном отношении сравнил его с героем повести Р. Л. Стивенсона «Странная история доктора Джекила и мистера Хайда» и причислял к категории «человеческих отбросов». Поппе утверждал, что именно по распоряжению Поливанова сразу после революции на улицу были выброшены два престарелых профессора: Веселовский и Жуковский, до этого проживавшие в апартаментах, предоставленных Министерством иностранных дел; оба вскоре после этого скончались. Поппе также указывал на пристрастие учёного к наркотикам и алкоголю и в целом скандальный характер его поведения. Свою оценку личности Поливанова он резюмировал словами:

Его смерть стала тяжёлой потерей для научного мира, потому что, несмотря на его дурные привычки, его животное поведение и жестокость по отношению к нескольким людям, он был отличным учёным. Я однажды сравнил его с бриллиантом, брошенным в выгребную яму: даже когда бриллиант измазан нечистотами, он всё равно остаётся бриллиантом.
Оригинальный текст (англ.)His death was a severe loss to the scholarly world, for in spite of his evil habits, his atrocious behavior, and cruelty toward several people, he was an excellent scholar. 1 once compared him to a jewel dropped into a cesspool: even when it becomes filthy and polluted, a jewel is still a jewel

## Вклад в науку

### Вклад Е. Д. Поливанова в общее языкознание
Годы формирования Поливанова как учёного (10—20-е годы XX века) пришлись на период, когда мировая лингвистика переходила от старой научной парадигмы, ориентированной на историческое изучение конкретных языков и языковых семей, к новой, структуралистской. Этот переход не был одномоментным и с 80-х годов XIX века подготавливался рядом видных ученых, среди которых был и учитель Евгения Дмитриевича И. А. Бодуэн де Куртенэ. Издание в 1916 году «Курса общей лингвистики» Фердинанда де Соссюра стало поворотным пунктом в развитии мировой лингвистики, идеи Соссюра стали быстро распространяться по миру, однако сам Поливанов всегда ставил Бодуэна де Куртенэ выше Соссюра и отмечал, что если бы зарубежные лингвисты читали по-русски, или хотя бы читали то, что на французском публикуют русские лингвисты, то идеи Соссюра не возымели бы на них такой эффект. «Относительно прошумевшей посмертной книги де Соссюра, — заявлял он, — можно уверенно утверждать, что в ней нет никаких новых положений, которые не были бы уже известны из учения Бодуэна де Куртенэ». Как отмечал Алпатов, в концепциях двух ученых действительно было немало сходного, и Бодуэн де Куртенэ в большинстве случаев имел приоритет, высказав свои идеи раньше Соссюра. Это, впрочем, признавал и сам Соссюр, который писал: «Некоторые русские лингвисты, прежде всего Бодуэн де Куртенэ и Крушевский, были ближе, чем другие, к теоретическому взгляду на язык, не выходя при этом за пределы собственно лингвистических соображений». При этом во взглядах учёных было немало различий и именно в отстаивании различий на стороне учителя проявилась позиция Поливанова.
Тогда как Соссюр мало внимания уделял фонемам и не создал четкого учения о фонеме, что позднее признавали главным недостатком его концепции, для Бодуэна де Куртенэ фонема была главным объектом исследования, как структурную единицу он противопоставлял её «звукопредставлению». У Бодуэна сложилось учение о так называемой «психофонетике», усвоенное Поливановым. Поливанов воспринял от учителя особый интерес к фонологии и занимался ей на протяжении всей научной карьеры, начиная от первых публикаций по японскому языку и заканчивая последними работами по дунганскому языку. В 1930-м гг. обозначилось расхождение между Поливановым и многими его коллегами. Евгений Дмитриевич сохранял унаследованное от учителя психологическое понимание фонемы; до конца жизни он сохранял такие термины как «звукопредставление» и «психофонетика» (как синоним термина «фонология»), тогда как почти все фонологи его времени перешли от психологического к функциональному подходу к фонеме; впервые это провозгласил ещё в 1923 году Н. Ф. Яковлев, а в конце 20-х гг. новый подход был сформулирован и обоснован Н. Трубецким и Р. Якобсоном. Отказался затем от психологизма и второй, наряду с Поливановым крупнейший представитель школы Бодуэна де Куртенэ, Л. В. Щерба. Из переписки Н. Трубецкого с Р. Якобсоном видно, как их научные взаимоотношения с Поливановым, долгое время весьма тесные, стали ухудшаться к середине 1930-х годов именно в связи с разными подходами к фонеме.
Если бы кто-нибудь решил прочесть курс лекций о значении Поливанова для современного языкознания, этот курс вылился бы в систематическое изложение основ сравнительно-исторической, типологической и общей лингвистики.
Бодуэн де Куртенэ не только впервые сформулировал различие фонетической (в его терминологии «антропофонической») и фонологической стороны языка, но и установил связь этого различения при описании современных языков с анализом результатов их исторического развития. Он последовательно отстаивал динамический подход к языку, объединяющий синхронное описание с диахроническим (эволюционным) подходом. Другое различие как раз и было связано с разным пониманием синхронии и диахронии (в терминах Соссюра), или статики и динамики (в бодуэновских терминах, встречающихся, впрочем, и у Соссюра). В обеих концепциях проводилось разграничение двух подходов к языку: исторического и отвлечённого от истории. В обеих концепциях оба подхода признавались правомерными. Однако их соотношение понималось по-разному. У Соссюра синхрония и диахрония — две оси, пересекающиеся в одной точке; «противоположность двух точек зрения — синхронической и диахронической — совершенно абсолютна и не терпит компромисса». Согласно его подходу, «лингвистика уделяла слишком большое место истории; теперь ей предстоит вернуться к статической точке зрения». Иначе на этот вопрос смотрел Бодуэн де Куртенэ: «В языке, как вообще в природе, всё живет, всё движется, всё изменяется. Спокойствие, остановка, застой — явление кажущееся; это частный случай движения при условии минимальных изменений. Статика языка есть только частный случай его динамики». Дальнейшее развитие структурной лингвистики пошло здесь за Соссюром, но Поливанов и здесь остался на стороне учителя. Как и Бодуэн, он всегда считал, что статический подход к языку правомерен, но познать сущность языка можно лишь в динамике. Одной из причин, стимулировавших в конце XIX — начале XX в. поиски новой лингвистической парадигмы, было стремление выяснить, почему происходят изменения в языке (старый, младограмматический подход не мог здесь помочь). Однако после «Курса» Ф. де Соссюра данной проблемой почти перестали заниматься, и лишь Поливанов был одним из немногих её исследователей. На примере фонологии он писал о ней во многих своих работах 20-30-х годов. Примером конкретного анализа этой проблемы является статья о «цепочечных» изменениях фонологической системы северных японских диалектов. Часто Поливанов писал и об общем механизме языковых изменений, отмечая их дискретный (мутационный) и коллективный характер. Не раз им рассматривалась проблема соотношения внутренних и внешних причин языковых изменений. В полемике с марристами он указывал, что внешние причины влияют на изменения в языке лишь косвенно, через изменение «социального субстрата» носителей того или иного языка; основную же роль в языковом развитии играют внутренние причины. Среди общих причин изменений в языке им вслед за учителем, но более подробно было изучено «стремление уменьшить (сэкономить) расход трудовой энергии»; «это общая черта для всевозможнейших видов продуктивно-трудовой деятельности человечества». Однако «экономия трудовой энергии склонна осуществляться (и фактически осуществляется) именно лишь до тех пор, пока сокращение энергии не угрожает бесплодностью всего данного трудового процесса (то есть недостижением той цели, для которой данный труд вообще предпринимается»). Если экономия превышает некоторый предел, то мы уже не можем «быть услышанными и понятыми». То есть стремление говорящего к экономии произносительной (или письменной) работы ограничивается противоположным стремлением слушающего к максимальной разборчивости. Данный пункт концепции ученого, в отличие от многих других, оказал непосредственное влияние на мировую лингвистику, прежде всего на Р. Якобсона; отразился он и в книге Андре Мартине (1908—1999) «Принцип экономии в фонетических изменениях».
Ещё одним вкладом Поливанова в диахроническую фонологию была теория конвергенций и дивергенций, изложенная им прежде всего в двух статьях. Здесь дана классификация типов фонологических изменений. Наряду с изменениями, влияющими лишь на качество отдельных фонем и не затрагивающими системы, могут происходить "изменения в самом составе фонологической системы, обусловливающие изменение числа элементов этой системы: 1) дивергенции, то есть изменения, ведущие к увеличению числа элементов системы; 2) конвергенции, то есть изменения, ведущие к уменьшению числа элементов системы… Наиболее крупными (по своим результатам) изменениями Поливанов считал не процессы внутрифонемного порядка, а дивергенции и конвергенции. «Конвергенции… — наиболее важный класс историко-фонетических изменений.., сопровождающие их дивергенции являются зависимыми от них». Причина подобной несимметричности заключается в том, что именно конвергенции являются результатом действия экономии трудовых процессов. Свои обобщения Е. Д. Поливанов именовал «лингвистической историологией», позаимствовав термин из исторической концепции Н. И. Кареева, и синтезировав его историологию с диалектическим материализмом. Например, процесс мутационных изменений в результате накопления сэкономленной трудовой энергии трактовался как пример перехода количества в качество. Однако создать целостную теорию учёный не успел, выдвинув лишь ряд общих принципов и разработав теорию фонологических конвергенции и дивергенций.
Эволюционная концепция языка базировалась у Е. Поливанова на применении сравнительно-исторического, то есть компаративного метода. Поливанов всегда защищал компаративистику, подчёркивая, что эта область языкознания позволяет достигать широких обобщений на основе истории конкретных языков и языковых семейств, в чём состоит философское значение лингвистической науки. Более того, от истории языка невозможно не перейти к истории культуры и истории конкретных этнических культур. Также он настаивал на прогностической функции компаративного метода, поскольку изучение тенденций языкового будущего имеет социальную значимость. Во время полемики с марристами Поливанов утверждал, что компаративистика как часть общей лингвистики не может быть отброшена лишь на том основании, что является «буржуазной». Она имеет дело с фактами или обоснованными и допустимыми гипотезами, но сама по себе не даёт ответов на вопросы, поскольку не является социологической наукой и в отрыве от марксизма бессильна. Марксизм является реалистическим научным мировоззрением, методы которого позволяют убедиться «в математически точной доказанности фактов».
Евгений Дмитриевич Поливанов выступил одним из пионеров применения в лингвистике математических методов. Этим вопросам была посвящена статья под названием «И математика может быть полезной», в которой описывались три случая применения математики для нужд лингвистических исследований:
1. Анализ приборных данных, записанных в лабораториях экспериментальной фонетики;
2. Разработка проблем диалектологической статистики, поскольку это позволяет с приближённой точностью обрисовать картину коллективного говора из обследования значительного числа индивидуальных говоров;
3. Приложение теории вероятностей к определению относительной вероятности этимологий — как достоверных, так и гипотетических и, наконец, фантастических[53].

### Дальневосточные языки

#### Японский и китайский языки в трудах Е. Поливанова
Языки Дальнего Востока, прежде всего, японский и китайский, занимали большое место в научном творчестве Е. Д. Поливанова. На японском разряде Восточной практической академии учителем этого языка являлся Д. М. Позднеев. Несмотря на то, что с 1920-х годов сам Евгений Дмитриевич не занимался преподаванием японского языка, он не оставил штудий в области японистики и рассматривал языковой материал Японии вплоть до своих последних публикаций 1937 года. К изучению китайского языка Поливанов обратился в первые годы советской власти, и, в отличие от своих коллег и сверстников Н. И. Конрада и Н. А. Невского, дипломированным китаистом не являлся. Синологических публикаций у него было значительно меньше, чем японистических; полевыми исследованиями диалектов и генетическими связями китайского языка Евгений Поливанов никогда не занимался. Впрочем, и по японскому, и по китайскому языкам учёный составил грамматики современного литературного языка, опубликованные в 1930 году. По предположению В. Алпатова, обе грамматики были написаны до переезда в Среднюю Азию в 1929 году; обе были выполнены в соавторстве.
Грамматика китайского языка была написана вместе с китаеведом А. И. Ивановым, который свою часть текста писал независимо от Поливанова, и принадлежал к старой школе дореволюционной китаистики. Вероятно, у них не было общих позиций, и они не учитывали взглядов друг друга; все разделы об иероглифике были написаны Ивановым. Если в предисловии к японской грамматике соавторы указывали, что «нелепостью» является «сосуществование научных и школьных грамматик, по-разному трактующих одни и те же языковые факты», то при написании китайской грамматики автору пришлось с этим смириться. В списке трудов Е. Д. Поливанова указано, что ему принадлежали разделы «Вводные замечания», «Фонетика» и «Морфология» — ровно половина объёма книги (эти сведения были сообщены Н. И. Конрадом); А. И. Иванов автономно писал «Практическую часть» и «Приложения», которые принадлежали к жанру «миссионерской грамматики», то есть приспособления практических грамматик родного для читателя языка к языку иного строя, не ставя задачи строгого употребления терминов и чёткого разграничения понятий. При сходстве тематики, соавторы были полностью противоположны в своих подходах, только в одном месте А. И. Иванов упоминал идеи своего соавтора об отсутствии «категорического разграничения с формальной точки зрения между словами и предложениями». Напротив, в разделе, посвящённом фонетике, Е. Д. Поливанов подробно рассмотрел очень строгую структуру слога как силлабемы, а также китайские тоны и силовое ударение. В. Алпатов отмечал, что фонологическая концепция Е. Д. Поливанова имела явное сходство с подходом китайской традиции, которая исходила из слога как первичной единицы и не знала понятия звука, но никогда не ссылался на традиционных китайских филологов, которых не считал представителями науки. При этом Поливанов, выделяя слоги в качестве первичных единиц, не членил их на инициаль и финаль, как это делается и в европейской китаистике. Когда он обращался к вопросам грамматики, Евгений Дмитриевич не учитывал китайских лингвистов вовсе, и в своих трактовках радикально отличался от А. И. Иванова. Например, он полностью отказался от представления о слоге как базовой лексико-грамматической единице. Поливанов использовал формулу совпадения слога с морфемой «по общей норме», но эта единица по той же общей норме не равна слову. Главным аргументом в пользу двусложной нормы китайского слова является не семантика и не грамматическое оформление, которое часто может отсутствовать, а ударение. Параллельно Е. Д. Поливанов занимался установлением границ слова в японском языке, и пришёл к выводу, что главным свойством отдельного слова признаётся способность образовать отдельное высказывание. Данный критерий был применим и к китайскому языку, но использовался как дополнительный. В концепции Е. Д. Поливанова слоги-морфемы китайского языка членятся на два полярных класса: корни и аффиксы, а промежуточному классу служебных слов (послелогов, частиц) не находится места. Этот подход отражал существенную сторону строя китайского языка: отсутствие морфологических показателей (аффиксов и служебных слов) и преимущественное действие правил порядка, что для лингвистики 1930-х годов было необычным.
Японская грамматика была написана Е. Поливановым в соавторстве с Олегом Плетнером, который скончался в марте 1929 года. Многое в их подходах к изучению языков совпадало, хотя и не до конца. Поливанову в этой книге принадлежало краткое введение, раздел «Морфология словоизменения», и заключительная часть, посвящённая фонологии и акцентуации. Центральным для сегментной фонологии в японской грамматике было понятие фонемы, разработанное учителями Поливанова И. А. Бодуэном де Куртенэ и Л. В. Щербой. Евгений Дмитриевич строго разграничивал фонетику и психофонетику (фонологию), также используя критерий системности, исходя из которого выделялось противопоставление твёрдых и мягких фонем. Рассматривались фонемы стандартного японского языка, в некоторых случаях производилось сопоставление с системами изучавшихся Поливановым диалектов. Поскольку структура слога в японском языке строже, чем в европейской фонологии, Поливанов посвятил этому вопросу отдельный раздел. Учёный указывал на невозможность (за редкими исключениями) закрытых слогов и сочетаний согласных и на ограничения в позиции фонем в слоге. Как представитель психофонетики он не ограничивался констатацией фактов, и заявил, что в японском языковом мышлении звуки осознаются не сами по себе, а как «элементы слогопредставлений». В японской университетской практике данный факт рассматривается как аксиома и Поливанов обозначается как открыватель законов японского слога. Подход Евгения Дмитриевича к японскому языку последовательно морфологичен. Все морфемы делятся на основе их значения и возможности самостоятельного употребления на лексические и формальные, а слово понимается как сочетание лексической морфемы (или морфем в случае композитов) с примыкающими формальными. Показательно полное отсутствие в написанной Поливановым части грамматики каких-либо служебных слов (в части, написанной Плетнером, они упоминаются, хотя их очень немного, в чём проявилась несогласованность позиций авторов). Однако общий подход к японской грамматике у Поливанова в целом соответствует привычной традиции: слова состоят из лексических и формальных морфем, предложения состоят из слов, среди частей речи выделяются имена, прилагательные и глаголы. Нетривиальные идеи (отрицания служебных слов) носили частный характер. В. Алпатов отмечал, что Поливанов, исходя из единых принципов, по-разному описывал языки разного строя. Агглютинативно-флективный японский язык он описывал приблизительно так же, как и русский, что показывало особенности его языкового мышления. Для изолирующего китайского языка Евгений Поливанов предложил принципиально новую точку зрения.
В духе идей Бодуэна де Куртенэ о смешении языков Евгений Дмитриевич Поливанов занимался соотнесением в японском языке алтайских элементов с малайско-полинезийскими. Он отметил ряд австронезийских параллелей, которые, по Вяч. Вс. Иванову, могли быть признаком типологической близости языков одного ареала. Однако предложенные Поливановым сходства в системе тонов японского и тагальского языков могут рассматриваться и как характерные черты одного языкового союза.

#### Практическая транскрипция японского языка
В 1917 году Поливанов предложил собственную систему практического транскрибирования японского языка. От фонетических систем она отличалась тем, что передача иноязычных слов в заимствующий язык осуществляется средствами национального алфавита с учётом их произношения в языке-источнике, а также действующих правил графики и орфографии принимающего языка. В отличие от фонетической транскрипции, используемой в научно-лингвистических целях и предполагающей точную передачу звукового облика слова с помощью знаков специального фонетического алфавита, практическая транскрипция исходит из приблизительного соответствия языковых систем.
По состоянию на начало XX века система Поливанова была лишь одной из трёх кириллических систем транскрибирования, однако в итоге закрепилась в советском, а затем и в российском профессиональном японоведении. Уже в 1967 году автор книги «Советское языкознание за 50 лет» указывал: «Разработанная Е. Д. Поливановым русская транскрипция применяется всеми японоведами и в настоящее время». В том же 1967 году превосходство системы Поливанова над всеми остальными отмечал Г. П. Сердюченко: «…русская транскрипция японских слов по системе, предложенной Поливановым, получила всеобщее признание в русском японоведении, поскольку она обеспечивает произношение японских слов русскими в степени, весьма близкой к речи самих японцев». Анализируя системы практического транскрибирования восточных языков, он выделял, на основании мнений советской японистики, систему Поливанова как устоявшуюся традицию транскрибирования японской речи и заявлял о недопустимости написания вместо «Э» буквы «Е» и «Ши» вместо «Си».
В 2008 году коллектив авторов «Теоретической грамматики японского языка» отмечал: «[система Поливанова] является наилучшей и единственной распространённой среди кириллических транскрипцией. Она удачно сочетает два с трудом совмещаемых принципа: высокую степень научности и хорошее соответствие языковым привычкам носителей русского языка». По состоянию на 2022 год система Поливанов остаётся наиболее распространённой для выполнения как профессиональных, так и любительских переводов с японского (за исключением редких устоявшихся исключений, как то: «гейша» (но не «гейся»), «Токио» (но не «Токё») и т. д.). Исследователь Щепалин, проанализировав 66 работ японских авторов, которые издавались в России с 2008 по 2021 год, обнаружил, что в 62 переводах, которые были выполнены с японского языка, 61 перевод был сделан по системе Поливанова, и только одно издание — с русифицированным вариантом системы Хепбёрна. С английского языка были выполнены оставшиеся 4 издания. В двух из них использовалась система Поливанова, а в оставшихся двух — русифицированный Хепбёрн. Как отмечал Щепалин, система Поливанова подвергалась критике и в советское время, и продолжает подвергаться сейчас (в том числе со стороны любителей, поклонников аниме-культуры), однако во всех без исключения случаях критика базировалась на непонимании принципов практической транскрипции, которая смешивалась с фонетической транскрипцией.
В данной таблице один знак «+» показывает наличие рассматриваемого признака, два знака «++» показывают наличие приоритетного признака, один знак «–» показывает отсутствие признака, а два «– –» наличие наименее желательного признака.
| Характеристики японского слога し                                                                   | Характеристики японского слога し                   | Характеристики японского слога し | Характеристики японского слога し                             | Характеристики японского слога し                           |
| --------------------------------------------------------------------------------------------------- | --------------------------------------------------- | --------------------------------- | ------------------------------------------------------------- | ----------------------------------------------------------- |
| Характеристики                                                                                      | Слог し                                             | СИ [с'и]                          | ШИ [шы]                                                       | ЩИ [ш':и]                                                   |
| Признаки согласного                                                                                 | Краткий                                             | +                                 | +                                                             | —                                                           |
| Признаки согласного                                                                                 | Мягкий                                              | +                                 | —                                                             | +                                                           |
| Признаки согласного                                                                                 | Шипящий                                             | —                                 | +                                                             | +                                                           |
| Признаки согласного                                                                                 | Дорсальный                                          | +                                 | —                                                             | —                                                           |
| Признаки гласного                                                                                   | Передний ряд                                        | +                                 | —                                                             | +                                                           |
| Морфонологическое соответствие                                                                      | Ряд С (さ,し,す,せ,そ)                              | +                                 | —                                                             | —                                                           |
| Фонологическое соответствие согласных (приоритетный признак при выборе способа транскрипции)        | Противопоставление по твёрдости-мягкости /s/ — /s'/ | ++                                | — —                                                           | — —                                                         |
| Фонологическое соответствие гласных (приоритетный признак при выборе способа транскрипции)          | Фонема /i/                                          | ++                                | — —                                                           | ++                                                          |
| Соответствие другим фонемам и звукам (наименее желательный признак при выборе способа транскрипции) | Соответствие другим согласным фонемам и звукам      | Отсутствует                       | Отсутствует                                                   | Фонетически идентичен долгому варианту данного слога — っし |
| Соответствие другим фонемам и звукам (наименее желательный признак при выборе способа транскрипции) | Соответствие другим гласным фонемам и звукам        | Отсутствует                       | Русское [ы] является одной из алломорф японской фонемы う /u/ | Отсутствует                                                 |

Рассмотрев в качестве примера слог し и его возможные варианты передачи в русском языке («си», «ши» и «щи»), Щепалин пришёл к выводу, что вариант «СИ» по количеству принадлежащих признаков имеет превосходство над другими возможными вариантами передачами, поэтому оно лучше всего подходят для задач практической транскрипции.

#### Корейская филология
В творческом наследии Е. Д. Поливанова корейскому языку были посвящены всего три опубликованных работы (включая статью в «Литературной энциклопедии»), хотя он регулярно использовал данные этого языка в своих исследованиях. Его следует считать основоположником современного научного корееведческого языкознания в России, поскольку первая корееведческая работа А. А. Холодовича вышла лишь в 1935 году. Неизвестно, когда именно и где Евгений Дмитриевич занимался корейским языком и в какой степени им овладел. Во всяком случае, в 1916 году в «Восточном сборнике» Общества русских ориенталистов вышла его статья «Гласные корейского языка». Вполне вероятно, что он мог заинтересоваться Кореей во время научных командировок в Японию, но, возможно, это могло произойти много ранее, во время учёбы в Петербурге
.
Среди проблем корейского языкознания, интересовавших Поливанова, описание фонологической системы гласных в корейском языке и установление генетических связей этого языка с алтайской семьёй. В статье 1916 года о системе корейского вокализма учёный впервые в русском корееведении представил точную артикуляционно-акустическую характеристику, в основном подтверждаемую современными исследованиями. Евгений Дмитриевич попытался реконструировать систему гласных фонем для среднекорейского языка времени изобретения национального алфавита (середина XV века). При этом он применил метод внутренней реконструкции впервые для анализа неиндоевропейского языка. Открыв двойственность («двухполюсность») ударения и следы сингармонизма в корейском языке, Поливанов обратился к корейско-алтайским лексическим соответствиям. В 1927 году учёный окончательно сформулировал гипотезу о включении корейского языка в алтайскую семью на правах четвёртого члена (наряду с тюркскими, монгольскими и тунгусо-маньчжурскими языками). Для обоснования гипотезы широко применялись методы сравнительно-исторического и типологического языкознания на корейском языковом материале: сходства в фонетическом в морфологическом строе, считая, что принципиальные черты языкового строя архаичны, и, следовательно, показательны в генеалогическом отношении. Например, его объяснение миграции общеалтайского названия лошади, которые Е. Поливанов связывал с историческими данными о приручении данного животного, принято и в науке конца XX века. В статье для БСЭ 1931 года, Поливанов отнёс корейский язык к суффиксально-агглютинативному типу; впрочем, признавая, что вопрос о положении корейского языка в среде других языков не может считаться окончательно разрешённым. Практически одновременно с Поливановым, и независимо от него, гипотеза о принадлежности корейского языка к алтайской семье была выдвинута финским учёным Г. Рамстедтом.
Больше внимание Е. Д. Поливанов уделял особенностям китайских лексических заимствований в корейском и японском языках, которые интересовали его с точки зрения фонологии. Ханмун он считал «иностранным» письменным диалектом китайского языка; равно японские чтения китайских иероглифов представляют собой несколько иностранных письменных диалектов китайского языка. Он даже планировал написать сравнительную грамматику и описание фонетики неродственных языков китайского иероглифического ареала. Данные корейской и японской сравнительной фонетики представлялись ценным материалом для сравнительно-исторической фонетики китайского языка, ибо звуковая сторона языка древними корейцами и японцами усваивалась не из иероглифики, а из чтения китайцами вслух.

### Тюркские языки и языковое строительство

#### Ликбез в Туркестане и узбекские диалекты
Культуролог Евгений Блинов (Университет Тулуза — Жан Жорес) сравнивал роль Поливанова в советской лингвистике с участием Анри Грегуара в культурной политике якобинцев. Включение Евгения Поливанова в процесс разработки литературных норм и алфавитов для бесписьменных народов СССР было глубоко закономерным. Его учитель И. А. Бодуэн де Куртенэ был сторонником равноправия больших и малых языков и возможностью каждого гражданина пользоваться своим родным языком. Поскольку языки страны находились на разном уровне развития, были необходимы форсированные меры. В теоретическом плане выработка политики языкового строительства зависела от решения вопроса сознательности и бессознательности языкового развития. Если Ф. де Соссюр полагал изменения в языке целиком бессознательными, то на другом полюсе находились марристы, заявлявшие возможность любой сознательной трансформации. Поливанов, как и его учитель Бодуэн, отмечал «помимовольный» характер внесения языковых новшеств, незаметность инноваций для тех, кто фактически их привносит. Исключением здесь будут жаргоны «людей тёмных профессий», сознательно изменяющих язык, делающих его непонятным непосвящённым. Следовательно, Е. Д. Поливанов считал, что сознательное вмешательство в развитие языка вполне возможно и даже необходимо так, где не противоречит объективным закономерностям развития языка. Наиболее очевидный случай для реформирования — письменная графика и орфография, от рационализации которой зависит экономия времени и труда начальной школы, успехи ликвидации неграмотности у любого народа.
Прибыв в Ташкент в 1921 году, Евгений Дмитриевич занялся изучением диалектов узбекского языка, поскольку считал литературную норму и диалекты равноправными во всех отношениях. В 1922 году он опубликовал работу «Звуковой состав ташкентского диалекта», которую его коллега К. К. Юдахин считал образцовой для определения звукового состава говора и фонемной записи текстов. В 1923 году Поливанов был назначен председателем этнографической комиссии Туркестанского Наркомпроса и принял участие в лингвистической переписи, которая положило началу национального размежевания в Средней Азии. В 1924 году он возглавил диалектологическую экспедицию для изучения узбекского языка, в ходе которой пришёл к выводу, что говоры этого языка можно разделить на иранизированные (утратившие сингармонизм, заменившие тюркский вокализм иранским) и неиранизированные. Своим сотрудникам Поливанов поручил описание говоров второй группы, а сам обратился к иранизированным говорам, обобщённым в статье «Образцы фонетических
записей ташкентского диалекта». Он прямо указывал на прикладной характер своей работы, поскольку в то время на территории бывшей Российской империи существовало всего три тюркских литературных языка: казанских татар, азербайджанский и чагатайский, используемый во всей Средней Азии.
В 1923 году была завершена теоретическая рационализация узбекской письменности на основе арабской графики в советском Туркестане. Реформированный алфавит был приспособлен для несингармонистических говоров узбекского языка. Однако в 1926 году проект новых правил орфографии был основан на принципе строгого фонетизма и сингармонизма, игнорируя ферганско-ташкентские иранизированные говоры. Поливанов обратил внимание на то, что в результате подобной реформы ни один узбек не мог писать строго фонетически, поскольку для говоров с сингармонизмом не хватало букв алфавита (9 гласных звуков и всего 6 гласных букв), а носителям иранизированных говоров приходилось использовать формы с сингармонизмом. Учёный к тому времени описал и частично опубликовал работы по диалектам Маргилана, Самарканда, найманов, Хивы, Кашгара, цыган-люли, бухарских евреев и ферганских каракалпаков, и пришёл к выводу, что в основу узбекского литературного языка должен быть положен иранизованный (несингармонистический) городской диалект Ташкента, Самарканда и Ферганы. Попытки уравнять иранизированные и неиранизированные говоры насильственным введение единой орфографической нормы противоречили природе языка, морально-этическим нормам и целесообразности. Об этом он писал в предисловии к «Краткой грамматике узбекского языка». Уже находясь в Москве, Поливанов поместил в газету «Правда Востока» статью «Невозможно молчать» (22 октября 1928 года), в которой язвительно сравнивал орфографическую реформу в Узбекистане с попыткой ввести в письменность «три ятя». Иными словами, Евгений Поливанов, искренне приветствуя советскую политику коренизации и языкового строительства, никогда не шёл на компромиссы с собственными научными интересами и не снижал требований к профессиональным стандартам.

#### Латинизация тюркской письменности в Узбекистане
Поливанов был активным пропагандистом и сторонником латинизации советских тюркских языков, аргументируя свою позицию сугубо научно: арабский алфавит не полностью отвечал строю тюркских языков, в том числе узбекского. Поэтому отказ от арабской письменности, даже реформированной, неизбежен. Он писал, что рационализация арабской письменности в Казахстане и Татарстане «может иметь не меньшую значимость, чем латинизация, и она, разумеется, уже сыграла свою серьёзную роль для дела ликвидации неграмотности». Подобные реформы Поливанов именовал носящими подлинно революционный характер и защищал так называемых «арабистов». Латинизацию он именовал «крупным идеологическим поворотом» и после II съезда узбекских работников просвещения в 1923 году опубликовал собственный проект создания тюркской письменности на основе латинского алфавита: «Проблема латинского шрифта в турецких письменностях», в которой настаивал на согласованности латинизаторской реформы во избежание «вавилонского столпотворения». Евгений Дмитриевич настаивал на создании единого координационного органа, который и был основан весной 1924 года при Всесоюзной научной ассоциации востоковедов (ВНАВ) — это была «Ассоциация латинского шрифта для туркписьменностей» (Аслат). В Узбекистане 1920-х годов латинизация не вызывала серьёзных протестов (в отличие от соседних и поволжских республик), поскольку узбекская интеллигенция в тот период боролась за придание «своему» диалекту общелитературного статуса. К I тюркологическому съезду в 1926 году Е. Поливанов предпослал брошюру «Проекты латинизации турецких письменностей СССР», в которой предлагал узбекам «графический компромисс» — добавление для сингармонистических говоров особого знака, который бы указывал на передний характер гласных. Тем не менее Республиканская орфографическая конференция в Самарканде 1929 года ввела новый узбекский алфавит из 34 букв с девятью гласными, на что Поливанов объявил, что пользование подобной азбукой представит значительно более затруднений, чем при использовании арабицы. В 1933 году он вновь представил статью о реформе узбекского алфавита, которую так и не пропустили в печать ни джадиды, определявшие политику в Узбекском наркомпросе, ни марристы. Наконец, в книге «Узбекская диалектология и узбекский литературный язык. (К современной стадии узбекского языкового строительства)» (1933) Е. Д. Поливанов прямо описал политический подтекст конфликта, так как тогдашнее националистическое пантюркистское руководство республики мыслило литературный язык как продолжение чагатайского, для чего следовало максимально замалчивать иранское (таджикское) влияние. Только в 1937 году в основу литературной узбекской нормы был положен ташкентский несингармонизированый говор.

#### Обучение русскому языку в узбекских школах
Среди многочисленных интересов Е. Д. Поливанова присутствовали и проблемы обучения русскому языку в национальной школе; в этой области у него был богатый личный опыт. Ещё в 1915 году его привлекали для обучения народных учителей-калмыков. Научно-методические работы, посвящённые преподаванию русского языка в узбекских и киргизских школах, велись Поливановым от первого пребывания в Ташкенте в 1921 году, до его ареста во Фрунзе в 1937 году. Находясь в Москве в 1926—1929 годах, Поливанов работал в секции русского языка Коммунистического университета трудящихся Востока, для которой составил программу обучения тюркских групп. Его опыт был обобщён в 1935 году в книге «Опыт частной методики преподавания русского языка узбекам», переизданной в Ташкенте в 1961 году под редакцией Е. Ф. Ваганова и с его же предисловием. Существовало и её продолжение, которое не было опубликовано, а рукопись была утрачена. Также Поливанов опубликовал «Русскую грамматику в сопоставлении с узбекским языком» и статью о чтении и произношении на уроках русского языка.
Инновацией Поливанова стала идея учебного комплекса, который включал букварь, хрестоматию для чтения и русско-узбекский учебный словарь со сводкой фразеологизмов и примерами. Евгений Дмитриевич настаивал на принципиальной дифференциации учебников русского языка для разных среднеазиатских народов. В своей методике он основывался на первичности обучения слухового различения русских звуков, а затем их воспроизводству, и лишь затем слышанию и произношению в составе вновь заучиваемых целых слов. В русле своей теории Поливанов настаивал на необходимости развития языкового мышления как на родном языке учащихся, так и на изучаемом русском языке. Учёный настаивал, что «грамматические обобщения должны или непосредственно выводиться самими учащимися, или сознательно проверяться ими», а собственно грамматические понятия и правила вводились бы лишь для практически выводов. Основной формой работы по изучению языка он считал коллективную, в том числе коллективный перевод с русского на родной язык. В основе изучения грамматики должно лежать, по Поливанову, осознание учащимися принципиального различия в грамматическом строе изучаемого и родного языка, в данном случае — русского и узбекского. Если узбекский язык суффиксальный агглютинативный аналитический, то русский — суффиксально-префиксальный флективный синтетический, то есть разница доходит до диаметральной. Евгений Дмитриевич настаивал, что надо избегать в преподавании абстрактных синтаксических схем, вместо которых следует использовать максимальное число примеров. Впрочем, ещё в 1920-е годы сам Поливанов ещё только подступался к подобной методике, из-за чего его совместный с Л. И. Пальминым букварь для узбекских детей 1925 года подвергся критике в «Правде Востока» из-за полного игнорирования соавтором реалий узбекского быта, в результате чего подаваемые примеры требовали массу времени на разъяснения. Учёный требовал учёта диалектных особенностей речи учащихся и давал огромное количество конкретных практических рекомендаций: для него это было важно для вычленения сходств и различий фонологической системы двух языков. Например, учитывая, что в узбекском языке отсутствует звук щ, но имеется сочетание шч, Поливанов настаивает при обучении использовать не московскую произносительную норму (ш:), а ленинградскую (шч').

## Поливанов и литература

### ОПОЯЗ
У истоков «Общества по изучению поэтического языка» (ОПОЯЗ) стояли два ученика И. А. Бодуэна де Куртенэ — помимо самого Е. Д. Поливанова, ещё Л. П. Якубинский. По предположению К. Депретто, оба лингвиста присутствовали на блинах у Бриков в феврале 1917 года. Этот день Лиля Брик и Р. Якобсон считали днём рождения ОПОЯЗА. С В. Шкловским, ещё одним основателем группы, Якубинский познакомился по совету учителя, который хотел использовать изучение футуристической поэзии для проверки «жизнеспособности русских аффиксов». Несмотря на относительную краткость общения Поливанова с опоязовцами и незначительность его вклада в идеологию и разработку формалистского движения, для Брика, Якобсона и Шкловского Евгений Дмитриевич был большим авторитетом. Несмотря на это, его имя в объявлениях о публичных выступлениях ОПОЯЗа не упоминалось. В строгом смысле Поливанов опубликовал у опоязовцев единственную статью «По поводу „звуковых жестов“ японского языка» (1916 год, когда движение ещё не оформилось организационно; перепечатана в 1919 году в «Поэтике»). Первые исследователи формализма и ранние критики вклада Поливанова, казалось, не замечали.
Общение с опозязовцами Поливанов активно продолжал в революционном Петрограде. В частности, он участвовал в двух заседаниях Дома искусств в 1920—1921 годах, посвящённых Маяковскому и Льву Толстому. В петроградском Институте истории искусств в 1920—1921 годах анонсировался курс лекций Поливанова по истории языка, именно в данный период лингвист познакомился с В. Кавериным и Ю. Тыняновым. В 1922 году был анонсирован опоязовский сборник «Революция и язык» со статьями В. Б. Шкловского, Б. А. Кушнера и Е. Д. Поливанова, но в свет он так и не вышел. После 1921 года связи Поливанова с формалистами стали эпизодическими, однако в проектах возрождения ОПОЯЗА в 1928—1929 годах фамилия Поливанова непременно фигурировала. Проект провалился из-за отказа Якобсона возвращаться в СССР. Переписка Поливанова со Шкловским, в том числе с обсуждением самых интимных вопросов, и Тыняновым, не прекращалась вплоть до ареста учёного в 1937 году. С эмигрантами — Якобсоном и Трубецким — переписка носила более профессиональный характер. Судя по этим материалам, Шкловский и Тынянов с самого начала рассматривали близость к Поливанову как гарантию лингвистической доброкачественности производимой ими работы, а Якобсон и Трубецкой — как потенциального союзника. В конце 1920-х годов марксист Поливанов рассматривался формалистами как их потенциальный защитиник против социалистических ортодоксов, не воспринимавших их социологический взгляд на литературу. Шкловский, судя по письму к О. Брику от 29 февраля 1929 года, всерьёз намеревался применять методы Поливанова в литературе.

### Лингвистическая поэтика
Е. Д. Поливанов посвятил отдельные работы по лингвистическим проблемам стиховедения, а также анализу тюркской аллитерации и статью о китайском стихосложении. Вяч. Вс. Иванов со слов В. Б. Шкловского утверждал, что Поливанов планировал создать Corpus poёticarum («Свод поэтик»), в составе которого планировал сопоставить строй избранных языков мира с особенностями поэтик литератур на этих языках. Поэзию и прозу учёный различал по фонетической организованности, причём считал, что единым определённым признаком организованности обойтись нельзя ввиду чрезвычайного многообразия организации и литературных техник. Для терминологии Поливанова типичны понятия «канонизированных» и «факультативных» (в терминологии Тынянова и Шкловского) приёмов, которые анализировал на примере французской песенки из романа Гюго «Собор Парижской Богоматери». Как обычно, он связывал поэтические техники с фонетической системой языка, для которых присущи своего рода универсалии, а именно, принцип повтора. В метрическом стихосложении имеет место повтор стоп определённого количественного состава. Для силлабического стихосложения (основанного на числе слогов в стихе, то есть корреспондирующем отрезке речи) существуют условия в немногих языках, в том числе японском и рюкюском, и эрзянском языках, в которых нет ударения на определённые слоги и отсутствует тоническое стихосложение. В классической японской поэзии нет экспликаторного ударения и не используется музыкальное словоударение, поскольку в эпоху создания канона в японском языке не было долготы гласных.
Поливанов прекрасно осознавал, что просодическая система зависит не только от языка и обладает собственными законами. В духе будущего структурализма он утверждал, что для поэзии главное — это звуковая организация, тогда как семантика не имеет ни малейшего значения. В его понимании поэзия объективно стремится к эвфонии, «зауми», которая есть «наиболее идеальный, чистый вид поэзии», который встречается довольно редко. Свою статью о чистом поэтическом принципе он начал с провокационного утверждения, что поэзией являются строки: «Раз, два, три / Нос утри», благодаря фонетической организации и наличии рифмы. Эти принципиальные позиции он сохранял до конца жизни. Наиболее новаторской в данном контексте была его статья о творчестве Маяковского, поскольку Поливанов впервые в мировом литературоведении раскрыл открытия поэта в области рифмы, значение каламбурных рифм, которые у этого автора были основой системы письма. Обилие неточных рифм у Маяковского свидетельствовало об исключительной изощрённости и обогатило культуру стиха.
Евгений Поливанов стремился перенести точность лингвистических методов на область словесного искусства. В 1920-е годы он заинтересовался проблематикой миграции сюжетов и представил сравнительную характеристику образа Ахмеда Ясави в узбекской и татарской версиях, определив, что образ святого был лишь основой, на которую накладывались бродячие сюжеты анекдотической направленности. Перевод одного такого рассказа Поливанов сопроводил анализом миграции шейлоковского мотива о фунте вырезанного мяса у должника. Проблеме миграции мотива при заимствовании литератур была посвящена статья «Катюша Маслова в Японии», опубликованная в 1922 году в Ташкенте. В этой статье он обосновывал глубокую обусловленность переделки «Воскресения» в Стране восходящего солнца, где торговля дочерьми являлась обычным средством расплаты с долгами, а возвращение проститутки после «отбытия срока» в общество совершалось сравнительно безболезненно. Катюша переставала быть русской героиней, приобретая сугубо японское содержание, востребованное аудиторией. Поливанов касался также японской пьесы, песен, комментариев к песням и уличного романса. По мысли Вяч. Вс. Иванова, эволюция Е. Поливанова от интереса к синтаксическим формальным построениям к пониманию первостепенной роли семантики типична для учёных и художников первой половины XX века.
Сохранилось единственное письмо Е. Д. Поливанова от 10 апреля 1924 года, адресованное В. Я. Брюсову, с предложением прочитать курс лекций по истории восточных литератур. Вероятно, речь шла об устройстве в Высшем литературно-художественном институте, в котором поэт был ректором. К посланию была приложена примерная программа этого курса. В документе Поливанов настаивал, что «литература всего Востока» не является простой суммой национальных литератур. Поэтому в основу курса был положен морфологический принцип: не по странам, а по литературным формам, каждая из которых иллюстрировалась бы материалом той культуры, в которой данный вид шире представлен. Изложение начиналось от эпоса («Манаса» и нартского) с разбором вопроса отсутствия героического эпоса у узбеков, место которого занимает сказочный эпос и «плутовская» новелла. При разборе персидского литературного эпоса Поливанов планировал разъяснение вопроса об отсутствии героического эпоса в Китае и Японии. Далее логика изложения следовала в сторону древнеяпонской мифологии и китайского исторического романа. Далее речь шла о сказках, иллюстрирующих теорию миграции сюжетов из Индии. Письмо завершалось фразой: «Подробная разработка программы будет доставлена в случае принципиального согласия с основой плана». Из-за кончины Брюсова курс никогда не был разработан.

### Поливанов как литературный персонаж
В самом начале 1920-х годов произошло знакомство юного Вениамина Каверина и Поливанова, посредником при котором был Ю. Н. Тынянов, на квартире у которого будущий писатель тогда жил. Общение с Евгением Дмитриевичем и его рассказы (а также посещение опиумной курильни) по собственному признанию претворилось в рассказ «Большая игра», а затем в роман «Скандалист, или Вечера на Васильевском острове».

Черты гениальности, черты огромного превосходства над окружающими в Поливанове начинали сверкать мгновенно. <…> Тынянов, и я вслед за ним, принимал Поливанова как фигуру настолько загадочную, странную, не ложившуюся в обычные представления. Какой-то ореол таинственности окружал всегда эту фигуру.

В воспоминаниях круга русских формалистов часто утверждается, что Поливанов превратился в каверинского Драгоманова, о чём прямо писал В. Шкловский (себя он видел в образе Некрылова). Каверин поделился своими воспоминаниями о работе над романом и общением с востоковедом на самаркандской конференции 1964 года — первой, посвящённой памяти только что реабилитированного Поливанова, и также проводил прямые параллели между Поливановым и Драгомановым. Впрочем, писатель утверждал, что он синтезировал несколько личностей в одном образе, что только способствовало отображению Поливанова, каким он предстал когда-то Каверину. По утверждению В. Ларцева, ввиду крайней скудости личной информации о Поливанове, его романный образ в известной степени дополняет имеющиеся источники. Уже в период проживания в Киргизии Евгений Дмитриевич передавал приветы Тынянову, его жене и Каверину, и шутливо просил гонорар за «Скандалиста».
Роман занимал особое место в творчестве Каверина. В сборнике «Как мы пишем», материалы которого собирались в 1929 году, Вениамин Александрович представил историю генезиса «Скандалиста». Эпизод со скандалом формалистов, по мнению К. Депретто, был построен сложно: в реальной истории, послужившей прототипом, роль Драгоманова исполнял Тынянов, а не Поливанов. Впервые Каверин попытался превратить его в литературного героя в «Большой игре» 1925 года в образе профессора Панаева. Каверинский Драгоманов прежде всего «наследовал» у реального Поливанова внешнюю эксцентричность, но, отчасти, инверсированную: у него хромота и низкий голос (тогда как у Евгения Дмитриевича отсутствовала рука и был высокий голос). Общение Драгоманова с китайцами в романе было представлено как причуда гения; когда он обучает китайцев русскому языку — это инверсия предложения самому Каверину заниматься с китайцами, что известно из его мемуаров. Наконец, лингвистические идеи Драгоманова почти не имеют общего с поливановской идеологией, поскольку дословно воспроизводят «новое учение о языке» марристов. В издании 1963 года Каверин почти полностью выбросил драгомановскую лекцию «О необходимости классифицировать речь по классовым признакам». Равным образом, в споре Драгоманова и Некрылова воспроизведено депрессивное настроение и манера общения Тынянова, а не Поливанова. К. Депретто предполагала, что подобные искажения могли объясняться как боязнью цензуры, так и крайне поверхностным знакомством со взглядами и теориями Евгения Дмитриевича Поливанова.

### Литературное творчество Поливанова

#### Поэзия
Сохранившийся корпус литературного наследия Е. Д. Поливанова невелик. Практически случайно сохранился сборник стихотворений, переводов и отрывков разных лет, собранных для публикации в 1924 году, и включающий 22 текста. Автор предполагал напечатать их в Ташкенте как «Метаглоссы» (с подзаголовком «Поэзы и кляксы») под псевдонимом «Бо Цзи-шэн», заручился поддержкой ГУСа, положительную рецензию представил В. Пестовский (Ташкентский Восточный институт). Однако Туркестанский Главлит запретил публикацию; во внутренней рецензии автор был назван «интеллигентным болтуном». Кроме того, сохранился архивный текст поэмы о Ленине с посвящением Маяковскому, датированный 1936 годом, наиболее серьёзный из литературных опытов Евгения Дмитриевича. Текст обозначен как «Глава IV», но вполне вероятно, что это мистификация, и никаких других глав не существовало. Существует довольно много рукописных переводов Поливанова, в том числе из эпоса «Манас». В переводе супругов Поливановых в 1935 году вышла повесть дунганского писателя Я. Шивазы «Судьба Мэй ян цзы». Некоторые другие упоминания литературных произведений Евгения Дмитриевича могли быть мистификациями.
В этом вагоне Он, —

Величайшую к людям любовь

Сквозь поля обречённой страны,

Сквозь стоны и слёзы, и кровь,

Сквозь безумные дни войны

Несёт в себе этот вагон.

В этом вагоне Он, —

Величайшее знанье путей

И яснейший прогноз судьбы,

Величайшую мудрость борьбы,—

Величайшего из людей

Мчит на север этот вагон….
В общем, А. А. Леонтьев невысоко оценивал поливановское творчество, считая его «далёким от совершенства». В первую очередь эти тексты создавались для себя, являлись (в собственной терминологии автора) «стихоопытами» и могут служить средством проникновения в творческую лабораторию Евгения Дмитриевича или практическим комментарием к его лингвопоэтическим представлениям. Большинство стихотворений относилось к гражданской лирике и отмечено пафосом прославления Великого Октября, откликом на знаменательные революционные даты. Таковы два стихотворения с одинаковым заглавием «1917 год», «1 Мая», «Посвящение Кронштадту», «Революция», «Окружила нас белая свора…». В стихотворении «Революция» представлен диалог революционной России с рабочей Германией, бьющейся за своё будущее, а их общим собеседником является никто иной, как Бо Цзи-шэн. По форме и содержанию в этих строках Поливанов был близок футуристам, особенно В. В. Маяковскому. О Маяковском напоминают и резко снижаемые образные черты, ассоциируемые со старым миром. Поливанов щедро обращался к средствам шаржа или саркастической гиперболы, что позволяло объяснять резкие смены ритмов и смыслов, добиться максимального эмоционального напряжения. О поэтике Маяковского напоминают также элементы масштабной ассоциативной образности: привлечение крупных, общезначимых понятий и мотивов (Исакий, Вавилоны). При этом в поливанской поэзии силён мотив личного несовершенства — автопортрет «себя вчерашнего» перед лицом революционного сегодня. В этом пласте использована образность символистского типа, но с принципиальной деэстетизацией («душа моя пахнет скверно», «волочусь животом по торцу» и т. п.).
Судя по стихотворениям и поэме, фигура Ленина была для Поливанова реальным воплощением идеала личности и исторического деятеля, который осмысливался как очень личный. В «четвёртой главе» поэт-учёный обратился к биографическому факту проезда Ленина через Германию в запломбированном вагоне, который в советской литературной лениниане не получил заметного освещения. Образ строится на контрасте с замыкающей композицию поэмы образа победоносной Германии, в которой «Царит дисциплина каменная, // Но нервы напряжены», где «Господствует воля и знание, // Но много голодных ртов…». При характеристике Ленина (этот фрагмент приведён во врезке) используются во множестве анафорические конструкции, которые являются частью поэтической инструментовки, явной реализации «общего фонетического принципа всякой поэтической техники» Поливанова. Принцип звукового повтора использован здесь многообразнее и более взвешенно, чем в «Метаглоссах». В порядке повтора вводятся сочетания с большей семантической нагрузкой, при использовании традиционных рифм в свободном чередовании. Характерно и нарочитое нагнетание фонетических сходств («тем» в терминологии Поливанова), что приближает стих к аллитерационному.
Вяч. Вс. Иванов полагал, что стихотворения Е. Д. Поливанова являются «уникальным поэтическим и человеческим документом». Если рассматривать стихи как отражение биографии, они выражают его мучительную борьбу с наркотической зависимостью и ощущение недуга как изнанки боготворимой эпохи и как цену, которую индивидуум платит за счастье всех. В поэтических текстах явно проявляется самоощущение трагедийной взаимосвязи со временем, когда из волевых призывов к борьбе вместо агитатора представал мученик. Иванов заметил в последней строке стихотворения «1917 год» почти текстуальное совпадение с дневниками Кафки: «я хорошо снял негатив своего времени, которое мне очень близко, которое я в известной мере вправе представлять, но не вправе с ним бороться».

#### Проза
В ноябре 2021 года в журнале «Лиterraтура» была осуществлена первая публикация неоконченного романа Поливанова, названного автором в письме к В. Шкловскому «Вечера у проф. П.». Рукопись его была неизвестна первым биографам, выдвигалось даже предположение, что это очередная авторская мистификация, однако в конце концов автограф поступил в Российский государственный архив литературы и искусства (РГАЛИ, фонд 3145, опись 1, единица хранения 724). Рукопись в трёх школьных тетрадях с портретами Ленина, Сталина и Крылова, не озаглавлена, в тексте произведение названо «Вечерние новеллы». Это единственное сохранившееся оригинальное художественное прозаическое произведение учёного, совмещающее разные жанры и имеющее чрезвычайно сложную структуру. Произведение не имеет сюжета как такового, включая множество автобиографических элементов, например, воспоминания младенца об узорах на покрывале («Фотография памяти») или диалог Исмаила Бархударова с Лан-Гуан-Цзюем о свойствах разных сортов опиума. Новелла «Правдивая история о паломничестве в Мешхед» в 1936 году публиковалась в журнале «Литературный Узбекистан» и в 1988 году вошла в приложение написанной В. Г. Ларцевым биографии учёного.

## Наследие

### Память
Даже при жизни И. В. Сталина имя и труды Е. Д. Поливанова оставались в актуальном научном обороте. Несмотря на существование негласного запрета в сфере общего языкознания, который не был снят даже после осуждения Марра лично Сталиным, лингвисты-востоковеды, особенно японисты и китаисты, не могли обойтись без трудов Евгения Дмитриевича и активно ссылались на них. Например, в 1950 году Н. И. Фельдман (супруга Н. И. Конрада) в предисловии к русско-японскому словарю прямо писала, что вопросы японского ударения впервые были подняты Поливановым и только после общения с ним японские филологи занялись этими вопросами. Ещё до реабилитации учёного вышли фундаментальные публикации Вяч. Вс. Иванова и В. А. Звегинцева: последний включил одну из статей сборника «За марксистское языкознание» в состав хрестоматии по истории мировой лингвистики, изданную в 1960 году.
После реабилитации в 1964 году в Самарканде усилиями Л. И. Ройзензона прошла первая конференция памяти Поливанова.
В том же 1964 году А. А. Леонтьев составил сборник избранных трудов, включающий также не публиковавшиеся при жизни работы, но издание этого тома затянулось из-за противодействия участников марристских дискуссий. Благодаря авторитету академика Н. И. Конрада в 1968 году книга Поливанова вышла в свет и в 1974 году была переведена на английский язык. В результате Евгений Дмитриевич Поливанов стал актуальным на Западе и в Японии лингвистом и философом языка, которого особенно почитали специалисты, придерживавшиеся левых взглядов. В Стране восходящего солнца главным пропагандистом выступил Мураяма Ситиро, учителем которого был Н. Н. Поппе. Именно Мураяма опубликовал в японском переводе в 1978 году том японистических исследований Поливанова. В 1981 году к 90-летию учёного была приурочена сессия Киргизского НИИ педагогики, однако буквально накануне заседание было отменено по приказу свыше.
Первая монография, посвящённая деятельности Поливанова-лингвиста, была опубликована в 1983 году А. А. Леонтьевым. В 1988 самаркандский литературовед В. Г. Ларцев выпустил большую книгу о жизни и деятельности Поливанова, в значительной степени основанную на материалах собранного Л. И. Ройзензоном архива; к книге прилагались поэтические произведения Поливанова, некоторые материалы переписки и мемуаров современников. В 1991 году большая конференция памяти учёного была проведена в Киргизии, однако почти не оставила следов, поскольку подготовленный сборник материалов так и не был издан, а рукопись его затерялась. Ввиду изменившейся политической ситуации в России в Москве не было никаких мероприятий, поскольку стало считаться, что «не следует пропагандировать коммуниста». Впрочем, именно в 1991 году было переиздано «Введение в языкознание для востоковедных вузов» и издан «Словарь лингвистических терминов», инициатором публикаций выступил Л. Р. Концевич. В том же году юбилейная статья, посвящённая Поливанову была опубликована в журнале «Народы Азии и Африки» лингвистом и историком В. М. Алпатовым, который в дальнейшем посвятит свыше 30 лет научной карьеры в том числе и изучению биографии и научного вклада Поливанова. После 1993 года главным центром поливановедения сделался Смоленск, в котором усилиями университетских специалистов, в первую очередь И. А. Королёвой, к 2020 году было проведено четырнадцать «Поливановских чтений». Смоленские специалисты переиздали «За марксистское языкознание». Проект издания «Трудов по языкам Дальнего Востока» и «Трудов по тюркологии», анонсированный в 1991 году, так и не был осуществлён.
Следственное дело Е. Д. Поливанова № Р-27748, хранящееся в Центральном архиве ФСБ в Москве, было предано гласности в 1990 году, когда Ф. Д. Ашнин подготовил краткую газетную публикацию. В соавторстве с В. М. Алпатовым в 1997 году они опубликовали 14 документов из дела, которые существенно уточнили биографию учёного и обстоятельства его гибели и реабилитации. Впоследствии именно Алпатов на протяжении двух десятилетий занимался восстановлением фактов биографии и научного вклада Поливанова.
10 — 11 июня 2021 года в Бишкеке прошла крупная международная конференция «Свободная дискуссия о языке и динамика развития языковых процессов», приуроченная к 130-летию Е. Поливанова. Конференция носила комплексный характер, включая пять секций, из которых первая именовалась «О Евгении Поливанове и его трудах»; на ней было представлено шесть докладов. А. В. Андронов уточнил ситуацию с поливановедческими архивами в Узбекистане и Кыргызстане, М. В. Джумаа (Национальная академия наук Кыргызстана) обосновал, что Е. Д. Поливанова следует считать основоположником дунганского языкознания. Сотрудники Кыргызско-российского славянского университета Л. И. Сумароков и О. Л. Сумарокова представили доклад о вкладе Поливанова в становление узбекского литературного языка. Узбекистанский профессор М. Джусупов попытался реконструировать круг языков, с которыми работал Е. Поливанов, и пришёл к выводу, что их было тридцать (26 живых и 4 мёртвых).

### Архивное поливановедение
Л. Р. Концевич в течение 1980-х годов составил реестр сочинений Е. Д. Поливанова. Из него следовало, что учёный опубликовал при жизни 28 книг и брошюр и около 140 статей в разных изданиях; по упоминаниям и перекрёстным ссылкам было перечислено 212 заглавий статей и книг, многие из которых утрачены или ещё не найдены. В 2016—2018 годах Российский научный фонд поддержал грант кафедры общего языкознания Петербургского университета № 16-18-02042 «Лингвистика утраченная и обретённая (уроки языкового строительства в СССР)», составной частью которого являлся поиск, изучения и публикация рукописей Поливанова. Огромный пласт материалов отложился в Праге, где он составляет более половины фонда Р. О. Якобсона в Литературном архиве Музея национальной литературы. В 1932 году Евгений Дмитриевич прямо писал, что имея множество «разных мелочей и крупных вещей», многие из которых уже пропали к тому времени, он посылал рукописи Якобсону и его коллегам для сохранения. Однако архив по состоянию на 2020 года так и не был каталогизирован и изучен, частично он был описан в 1988 году на основе фрагментарного микрофильма. После сплошного фотографирования материалов, проведённого А. В. Андроновым в 2016 году, сверх обзора Концевича были обнаружены две ранее неизвестные заметки по северо-хорезмскому узбекскому наречию и казахскому языку.
А. В. Андронов отмечал, что ситуация в поливановедении XXI века в известной степени парадоксальна, поскольку исследователи старшего поколения ушли из жизни, а собранные ими материалы зачастую распылены или находятся неизвестно где. Например, главным координатором «Избранных работ» Поливанова был А. А. Леонтьев, после смерти которого в 2004 году многие материалы редакции вошли в пока не обработанный фонд Поливанова Архива востоковедов ИВР РАН. Часть архивных материалов хранилась у Л. Р. Концевича, который в 2015 году передал материалы, полученные у Леонтьева, но в процессе описания фонда они не обнаружены. Вероятно, полностью погиб архив В. Г. Ларцева (включающий записи интервью и воспоминаний о Поливанове), вдова которого уехала из Узбекистана. Некоторые документы, хранившиеся у Ларцева, оказались в Архиве востоковедов. Ташкентский исследователь С. И. Зинин в 2013 году скончался после переезда в Москву, но его вдова сохранила бумаги, включая почти законченную биографию Е. Д. Поливанова. Ряд автографов Поливанова обнаружился в РГАЛИ в фонде Н. И. Харджиева. Список трудов Поливанова пополняется, многие материалы не были учтены Л. Концевичем.

### На Западе
Первый сводный обзор поливановедения с западной точки зрения был представлен известной исследовательницей-славяноведом Катрин Депрето (тогда под девичьей фамилией Женти) в 1977 году. В своём обзоре «Между историей и мифом», она прямо связывала деятельность Поливанова с политическим и культурным развитием Советского Союза; в содержательном отношении в статье были перечислены практически все основные сюжеты, которыми интересовался Евгений Дмитриевич, включая его роль в формировании русского формализма и борьбы с марризмом. Упоминалась и его наркомания и эксцентричность, что К. Женти связывала со статьями о языке люмпенов в сборнике «За марксистское языкознание»; также упоминая, что и сам Поливанов был склонен чрезвычайно мифологизировать собственную жизнь. Статья заключалась тезисом, что «загадка марризма» может быть решена только путём исследования ситуации в советской лингвистике 1920—1930-х годов, в которой именно фигура Поливанова была центральной.
25 — 26 июня 2009 года в Париже Центром славянских исследований Парижского университета имени Д. Дидро был проведён международный коллоквиум «Евгений Поливанов (1891—1938) и его вклад в языкознание». Преимущественно были представлены доклады российских (и эмигрантских) исследователей, а также поливановедов Франции, Швейцарии, Германии, Великобритании, Швеции. В докладах были представлены все сферы интеллектуальной деятельности Е. Поливанова, за исключением китаистики: проблемы фонологии, теории языковых изменений, диалога, социолингвистики, проектам языкового строительства, литературной деятельности и даже учёного как литературного персонажа. Французский учёный Р. Комте особо подчеркнул, что Поливанов был одним из первых специалистов, который применил фонологические теории к материалу неиндоевропейских языков. Коллоквиум обозначил новую волну интереса к Поливанову, особенно во французской гуманитарии. Его материалы были опубликованы лишь в 2013 году, в виде приложения книга содержала переводы некоторых стихотворений Поливанова на французский язык. Особое место в публикации занимали воспоминания Элен Анри об основанном ею в 1969 году «Поливановском кружке» (фр. le Cercle Polivanov), который не имел определённой структуры и программы; его участники в основном занимались проблемами ритма, метра и переводоведения. По утверждению Вяч. Вс. Иванова, Поливановский кружок поставил себе задачей осуществить его проект создания «корпуса поэтик».
В 2014 году был опубликован французский перевод сборника «За марксистское языкознание», редакторы-переводчики которого (особенно социолингвист Елена Симонато) подчёркивали, что для понимания контекста развития поливановской мысли невозможно ограничиться «просто» переводом мысли автора, которая нуждается в дополнительной репрезентации и интерпретации. В результате революционер-марксист Поливанов предстал перед западными читателями как представитель огромной традиции в русской культуре, родоначальником которой был ещё Тредиаковский. Рецензент — Рожер Комте — счёл публикацию весьма «смелой» и одновременно открывающей новую страницу во французской гуманитарии.

## Труды
Базовый список публикаций Е. Д. Поливанова был составлен в 1957 году Вяч. Вс. Ивановым (92 библиографические единицы), дополнен А. А. Леонтьевым при участии З. И. Фединой и А. С. Штерн (146 единиц публикаций, а также перечень некоторых рукописей). Фундаментальная сводка рукописных материалов Поливанова была составлена Л. Р. Концевичем; библиографии А. А. Леонтьева и Л. Р. Концевича были дополнены А. В. Андроновым

### Прижизненные публикации

#### Книги
- Конспект лекций по введению в языкознание и общей фонетике, читанных в 1915—1916 учебном году приват-доцентом Е. Д. Поливановым на Женских педагогических курсах новых языков, ч. I. — Петроград, 1916. — 87 с.
- Психофонетические наблюдения над японскими диалектами. I — Говор деревни Мие, префектуры Нагасаки, уезда Ниси-Соноки. II — Музыкальное ударение в говоре Киото. — Петроград, 1917. — 11З с.
- Проблема латинского шрифта в турецких письменностях. (По поводу нового якутского алфавита, азербайджанской азбуки jeni jol и узбекского алфавита, санкционированного 2-м Съездом Узб. раб. просвещения). — М.: Нар. Ком. Нац. ин-т востоковедения в Москве, 1923. — 20 с. — (Серия турецких языков, вып. III). Гл. [стеклограф, изд.].
- Лекции по введению в языкознание и общей фонетике. — Берлин: Гос. Изд-во РСФСР, 1923. — 96 с. [Переизд. Конспекта].
- Введение в изучение узбекского языка (пособие для самообучения), вып. 1 — Краткий очерк узбекской грамматики. — Ташкент, 1925. — 97 с.; вып. 2 — Тексты для чтения. — Ташкент, 1926. — 132 с.; вып. 3 — Тексты для чтения. — Ташкент, 1927. — 187 с.
- Проекты латинизации турецких письменностей СССР. К Туркологическому съезду II. — Ташкент, 1926.
- Этнографическая характеристика узбеков, вып. 1 — Происхождение и наименование узбеков. — Ташкент, 1926. — 31 с.
- Краткая грамматика узбекского языка. — Ташкент — М., 1926.: ч. I — Внешняя характеристика узбекского языка. Фонетика. Словоизменение имён. — 80 с.; ч. II — Глагол. Приложения: I. О новой узбекской орфографии; II. О латинизации узбекского письма; III. Тексты для чтения. — 123 с.
- Краткий русско-узбекский словарь. — Ташкент, 1926. III—XII. — 218 с.
- Краткая фонетическая характеристика китайского языка (пекинского говора северно-мандаринского наречия). — М., 1927. — 25 с. [переиздано в кн.: Е. Поливанов и Н. Попов-Татива. Пособие по китайской транскрипции. — М., 1928. — С. 69—91.].
- Введение в языкознание для востоковедных вузов. — Л., 1928. VI. — 220 с.
- В соавторстве с О. В. Плетнером. Грамматика японского разговорного языка (Труды Моск. ин-та востоковедения им. Н. Н. Нариманова, XIV). — М., 1930. XXXXV. — 189 с.
- В соавторстве с А. И. Ивановым. Грамматика современного китайского языка (Труды Ин-та востоковедения им. Н. Н. Нариманова, XV). — М., 1930. — 304 с.
- О гольдах. (Очерк), в кн.: В. Ошанин. Стойбище Оймеконск. — М. — Л., 1930. — С. 215—230.
- В соавторстве с Н. Поповым-Татива. Пособие по китайской транскрипции. — М., 1928. II. — 92 с.
- За марксистское языкознание. Сб. популярных лингвистических статей. — М., 1931. — 184 с. [Содержание сборника: Вместо предисловия (стр. 3—9); Историческое языкознание и языковая политика (стр. 10—35); Где лежат причины языковой эволюции? (стр. 36—53); Русский язык как предмет грамматического описания (стр. 54—66); Иностранная терминология как элемент преподавания русского языка (стр. 67—72); Революция и литературные языки Союза ССР (стр. 73—94); Основные формы графической революции в турецких письменностях СССР (стр. 95—116); О фонетических признаках социально-групповых диалектов и в частности русского стандартного языка (стр. 117—138); Фонетика интеллигентского языка (стр. 139—151); Стук по блату (стр. 152—160); О блатном языке учащихся и о «славянском языке» революции (стр. 161—172); И математика может быть полезной… (стр. 173—181)].
- Некоторые фонетические особенности кара-калпакского языка («Труды Хорезмской экспедиции»). — Ташкент, 1933. — 27 с.
- Узбекская диалектология и узбекский литературный язык. (К современной стадии узбекского языкового строительства). — Ташкент, 1933. — 45 с.
- Русская грамматика в сопоставлении с узбекским языком. — Ташкент, 1933. — 182 с.
- Материалы по грамматике узбекского языка, вып. I — Введение. — Ташкент, 1935. — 48 с. (с прил. схемы классификации узбекских говоров)
- Опыт частной методики преподавании русского языка узбекам, ч. I. — Ташкент—Самарканд, 1935. — 91 с.
- В соавторстве с Ю. Яншансином. Грамматика дунганского языка. Учебник для начальных школ: ч. 1 — для начальной школы. — Фрунзе, 1935. — 66 с.; ч. II — для III—IV классов. — Фрунзе, 1936. — 76 с. [на дунганском яз.].

#### Статьи в журналах и сборниках
- Поливанов Е. Д. Сравнительно-фонетический очерк японского и рюкюского языков // Зап. Вост. отд-ния Имп. Русск. археол. о-ва. — СПб., 1914. — Т. XXII, вып. I—II. — С. 173—190.
- Поливанов Е. Д. Музыкальное ударение в говоре Токио // Изв. Имп. Акад. наук, Серия VI. — 1915. — Т. IX, № 15. — С. 1617—1638.
- Поливанов Е. Д. Материалы по японской диалектологии. Говор деревни Мие, префектуры Нагасаки, уезда Ниси-Соноки. Тексты и перевод // Зап. Вост. отд-ния Имп. Русск. Археол. о-ва. — Петроград, 1915. — Т. XXIII, вып. I—II. — С. 167—201.
- Поливанов Е. Д. Труды Идзава Сюдзи по живому китайскому языку // Вост. сборник. — Петроград : О-во русск. ориенталистов, 1916. — Т. II. — С. 341—344.
- Поливанов Е. Д. Гласные корейского языка. I — Современное произношение гласных. II — Происхождение современных корейских гласных // Вост. сборник. — Петроград, 1916. — Т. II. — С. 344—348.
- Поливанов Е. Д. Индоевропейское *medhu — общекитайское *mit // Зап. Вост. отд-ния Имп. Русск. археол. о-ва. — Петроград, 1916. — Т. XXIII (1915). — С. 263—264.
- Поливанов Е. Д. Мелочи по японскому языкознанию. I — Японский пример словарной контаминации в двуязычном мышлении. II — Русское киримон — японское kimono // Там же. — Петроград, 1917. — Т. XXIV (1916). — С. 95—96.
- Поливанов Е. Д. О русской транскрипции японских слов // Труды Японск. отдела Имп. О-ва востоковедения. — Петроград, 1917. — Вып. I. — С. 15—36.
- Поливанов Е. Д. Акцентуация японских прилагательных с двусложной основой // Изв. Росс. Акад. наук, Серия VI. — 1917. — Т. XI, № 12—18. — С. 1089—1093.
- Поливанов Е. Д. Одна из японо-малайских параллелей // Изв. Росс. Акад. наук, Серия VI. — 1918. — Т. XII, № 18. — С. 2283—2284.
- Поливанов Е. Д. Формальные типы японских загадок // Сб. Музея антропологии и этнографии. — Петроград, 1918. — Т. V, вып. 1 (Ко дню 80-летия акад. В. В. Радлова). — С. 371—374.
- Поливанов Е. Д. По поводу «звуковых жестов» японского языка // Поэтика. Сборники по теории поэтического языка. — Петроград, 1919. — Т. I—II. — С. 27—36.
- Поливанов Е. Д. Следы суффикса Imperativi *-dhi на славянской почве // ИОРЯС. — Петроград, 1923. — Т. XXIV (1919), кн. 2. — С. 349—350.
- Поливанов Е. Д. Тезисы доклада проф. Поливанова «О принципах построения турецкой грамматики» // Наука и просвещение. — Ташкент, 1922. — № 1. — С. стр. 12.
- Поливанов Е. Д. Тезисы доклада проф. Поливанова о реформе узбекской орфографии // Там же. — С. 13—14.
- Поливанов Е. Д. Процесс грамматикализации. (Глава из общей морфологии) // Там же. — С. 14—16.
- Поливанов Е. Д. Звуковой состав ташкентского диалекта // Там же. — С. 17—19.
- Поливанов Е. Д. Татарская народная версия «Шемякина суда» // Сб. Туркест. вост. Ин-та в честь проф. А. Э. Шмидта. (25-летие его первой лекции 15/28 января 1898—1923 г.). — Ташкент, 1923. — С. 103—105.
- Поливанов Е. Д. Из теории фонетических конвергенций. Латинский пример конвергенции с полным уподоблением. (Первая статья по теории фонетических конвергенций) // Там же. — С. 106—108.
- Поливанов Е. Д. Вторая статья по теории фонетических конвергенции // Там же. — С. 108—115.
- Поливанов Е. Д. Дальневосточные термины орудий письма // Там же. — С. 116—119.
- Поливанов Е. Д. Причины происхождения Umlaut’а // Там же. — С. 120—123.
- Поливанов Е. Д. Фонетические конвергенции. — Ташкент, 1923.
- Поливанов Е. Д. Фонетические особенности касимовского диалекта. — М. : Ин-т востоковедения в Москве, 1923. — (Серия турецких языков, вып. I).
- Проблема латинского шрифта и турецких письменностях. (По поводу нового якутского алфавита, азербайджанской азбуки jeni jol и узбекского алфавита, санкционированного 2-м Съездом Узб. раб. просвещения). — М.: Нар. Ком. Нац. ин-т востоковедения в Москве, 1923. — 20 с. — (Серия турецких языков, вып. III). Гл. [стеклограф, изд.].
- Поливанов Е. Д. Образцы фонетических записей ташкентского диалекта // Бюлл. 1-го Средне-Азиатского гос. ун-та. — Ташкент, 1924. — № 4. — С. 87—90.
- Поливанов Е. Д. К работе о музыкальной акцентуации в японском языке (и связи с малайскими) // Там же. — С. 101—108 (Приложение I).
- Поливанов Е. Д. Вокализм северо-восточных японских говоров // Докл. АН СССР, [Серия] В. — Л., 1924, июль — сентябрь. — С. 105—108.
- Поливанов Е. Д. О метрическом характере китайского стихосложении // Докл. АН СССР, [Серия] В. — Л., 1924, октябрь — декабрь. — С. 156—158.
- Поливанов Е. Д. К вопросу об обще-турецкой долготе гласных // Бюлл. 1-го Средне-Азиатского гос. ун-та. — 1924. — № 6. — С. 157.
- Поливанов Е. Д. Проект латинского шрифта узбекской письменности // Там же. — С. 158—159.
- Поливанов Е. Д. Рец. на журн. «Восток» (кн. 1—4) [Л., 1922—1924] // Новый Восток», кн. 5. — М., 1924. — С. 435—439. См. также краткую заметку о книге Войтоловского «У японцев» («Новый Восток», кн. 6, [1924], С. 482).
- Поливанов Е. Д. О гортанных согласных в преподавании арабского языка // Бюлл. Средне-Азиатского гос. ун-та. — Ташкент, 1924. — Вып. 7. — С. 28—29.
- Поливанов Е. Д. Новая казак-киргизская (Байтурсуновская) орфография. Спорные вопросы киргизской графики и орфографии // Там же. — С. 35—43.
- Поливанов Е. Д. Краткая классификация грузинских согласных // Там же. — 1925. — Вып. 8. — С. 113—118.
- Поливанов Е. Д. Sur le travail concernant les systemes de l’accent musical dans la langue japonaise (et sur le rapport du japonais avec les langues malaises) // Там же. — С. 119—125.
- Поливанов Е. Д. Идеографический мотив в формации орхонского алфавита. (Гипотеза о происхождении орхонских букв) // Там же. — 1925. — Вып. 9. — С. 177—181.
- Поливанов Е. Д. Характеристика западнояпонской системы музыкальной акцентуации. (Акцентуация в Киото и Тоса) // Там же. — С. 183—194.
- Поливанов Е. Д. Революция и литературные языки Союза ССР // Революционный Восток. — М., 1927. — № 1. — С. 36—57.
- Поливанов Е. Д. О литературном (стандартном) языке современности // Родной язык в школе, кн. 1. — М., 1927. — С. 225—235.
- Поливанов Е. Д. К вопросу о долгих гласных в обще-турецком праязыке // Докл. АН СССР, [Серия] В. — 1927. — № 7. — С. 151—153.
- Поливанов Е. Д. «Ту-кюэ» китайской транскрипции, турецкое «tyrklaer» // ИАН СССР, Серия VI. — 1927. — Т. XXI, № 7—8. — С. 691—698.
- Поливанов Е. Д. К вопросу о родственных отношениях корейского и «алтайских» языков // Там же. — № 15—17. — С. 1195—1204.
- Поливанов Е. Д. О новом китайском алфавите «Чжу-инь цзы-му» // Революционный Восток. — 1927. — № 2. — С. 90—96.
- Поливанов Е. Д. Специфические особенности последнего десятилетия 1917—1927 в истории нашей лингвистической мысли. (Вместо предисловия) // Уч. зап. Ин-та языка и лит-ры Росс, ассоц. научно-исслед. ин-тов обществ, наук [РАНИОН]. — М., 1928. — Т. III. — С. 3—9.
- Поливанов Е. Д. Материалы по японской акцентологии. I. Говор Тоса // Там же. — С. 133—149.
- Поливанов Е. Д. Факторы фонетической эволюции языка, как трудового процесса. I. Обзор процессов, характерных для языкового развития в эпохи натурального хозяйства // Там же. — С. 20—42.
- Поливанов Е. Д. Задачи социальной диалектологии русского языка // Родной язык и литература в трудовой школе. — М., 1928. — № 2. — С. 39—49.; № 4—5, стр. 68—76.
- Поливанов Е. Д. Русский язык сегодняшнего дня // Литература и марксизм. — 1928. — Т. 4. — С. 67—180.
- Поливанов Е. Д. Образцы не-сингармонистических (иранизованных) говоров узбекского языка // Докл. АН СССР, [Серия] В. — Л., 1928.: № 5, С. 92—96 [I. Каршинский говор (город Бегбуди)], № 14, С. 306—312 [II. Вокализм говора гор. Самарканда. (Глава из описания двуязычной системы)] и № 15, С. 318—323 [III. Самаркандский говор (продолжение)].
- Поливанов Е. Д. Итоги унификационной работы. «К проекту Унифицированного НТА, принятому на I Пленуме VI 1927», статья I // Культура и письменность Востока, кн. 1. — М., 1928. — С. 70—80.
- Поливанов Е. Д. К вопросу о заглавных буквах // Там же. — С. 91—95.
- Поливанов Е. Д. Об обозначении долготы гласных в НТА // Там же, кн. III. — Баку, 1928. — С. 49—51.
- Поливанов Е. Д. О буквах k и q // Там же. — С. 52—53.
- Поливанов Е. Д. Рецензия на книгу Н. И. Конрада «Японская литература в образцах и очерках» (т. I) // Новый Восток, кн. 20—21. — М., 1928. — С. 483—485.
- Поливанов Е. Д. Основные формы графической революции в турецких письменностях СССР // Там же, кн. 23—24. — 1928. — С. 314—330.
- Поливанов Е. Д. Из хроники современных национальных график СССР. (Проект ассирийского алфавита на русской основе) // Революционный Восток. — М., 1928. — № 4—5. — С. 302—306.
- Поливанов Е. Д. Одно из доказательств общности происхождения арабского и европейского алфавитов // Культура и письменность Востока, кн. V. — Баку, 1929. — С. 35—50.
- Поливанов Е. Д. Круг современных проблем современной лингвистики // Русский язык в советской школе. — М., 1929. — № 1. — С. 57—62.
- Поливанов Е. Д. Образцы не-иранизованных (сингармонистических) говоров узбекского языка. I. Говор города Туркестана. II. Фонетическая система говора кышлака Икан (Туркестанский уезд) // ИАН СССР, Серия VII — Отделение гуманитарных наук. — 1929. — № 7. — С. 511—537.
- Поливанов Е. Д. Акцентуация // Лит. энциклопедия. — М., 1930. — Т. 1. — С. 85—88. (недоступная ссылка)
- Поливанов Е. Д. Аллитерация // Там же. — С. 96—97.
- Поливанов Е. Д. Албанский язык // Там же. — С. 90. (недоступная ссылка)
- Поливанов Е. Д. Японский язык // БСЭ. — М., 1931. — Т. 65. — С. 730—736.
- Поливанов Е. Д. Историко-фонетический очерк японского консонантизма // Уч. зап. Ин-та языка и лит-ры РАНИОН, Лингвистич. секция. — М., 1931. — Т. 4. — С. 147—188.
- Поливанов Е. Д. Корейский язык // Лит. энциклопедия. — М., 1931. — Т. 5. — С. 469—471. (недоступная ссылка)
- Поливанов Е. Д. La perception des sons d’une langue etrangere // Travaux du Cercle linguistique de Prague. — Prague, 1931. — Vol. 4. — P. 79—96.
- Поливанов Е. Д. Zur Frage der Betonungsfunktionen // Etudes Dediees au Quatrieme Congres de Linguistes. — Travaux du Cercle linguistique de Prague, 6, 1936. — P. 75—81.
- Поливанов Е. Д. A propos d’un mot indo-europeen de provenance chinoise *(t)su-s<ancien chinois *cu «cochon» // Archiv Orientalni. — Praha, 1937. — № 3. — P. 405—406.
- Поливанов Е. Д. Фонологическая система ганьсуйского наречия дунганского языка // Вопросы орфографии дунганского языка». — Фрунзе, 1937. — С. 30—40.
- Поливанов Е. Д. Музыкальное слогоударение, или «тоны» дунганского языка // Там же. — С. 41—58.
- Поливанов Е. Д. О трёх принципах построения орфографии // Там же. — С. 59—71.
- Поливанов Е. Д. Дополнительные предложения профессора Е. Поливанова к проекту дунганской орфографии // Там же. — С. 25—29.

### Посмертные издания трудов
- Поливанов Е. Д. Статьи по общему языкознанию : Избр. работы : АН СССР. Ин-т народов Азии. Отд-ние литературы и языка. Комис. по истории филол. наук / Вступ. статья А. А. Леонтьева и др. — М. : Наука, 1968. — 376 с.
- Поливанов Е. Д. Избранные работы: Труды по восточному и общему языкознанию / Редколлегия: И. Ф. Вардуль (предс.), В. М. Алпатов, Ф. Д. Ашнин, Вяч. Вс. Иванов, Л. Р. Концевич, А. А. Леонтьев; Институт востоковедения АН СССР. — М.: Наука (ГРВЛ), 1991. — 624 с. — 3000 экз. — ISBN 5-02-017118-2.
- Иванов А. И., Поливанов Е. Д. Грамматика современного китайского языка. — Изд 3-е, стереотипное. — М. : Едиториал УРСС, 2003. — 304 с. — (Лингвистическое наследие XX века). — ISBN 5-354-00370-9.
- Поливанов Е. Д. За марксистское языкознание : Сб. популяр. лингвист. ст. : Переизд. работы 1931 г. с предисл. и коммент / Под общ. ред. И. А. Королёвой. — Смоленск : СГПУ, 2003. — 236 с. — ISBN 5-88018-343-2.
- Поливанов Е. Д. Лекции по введению в языкознание и общей фонетике. — Изд. 2-е, стер. — послесл. В. К. Журавлёва и И. В. Журавлёва, 2004. — 110 с. — (Лингвистическое Наследие XX века). — ISBN 5-354-01055-1.
- Поливанов Е. Д. Словарь лингвистических и литературоведческих терминов. — М. : УРСС, 2010. — 157 с. — ISBN 978-5-397-01430-4.
- Поливанов Е. Вечера у проф. П. (фрагмент романа). Лиterraтура: Избранная современная литература в текстах, лицах и событиях. №121. ИД Лиterraтура (10 ноября 2021). Дата обращения: 15 декабря 2021. Архивировано 14 декабря 2021 года.

### Переводы
- Polivanov E. Selected works : Articles on general linguistics / Editorial committee F. D. Asnin (o.fl.a.); compiled by A. A. Leontev; transl. by Daniel Armstrong. — The Hague, Paris : Mouton, 1974. — 386 p. — (Janua Linguarum. Studia Memoriae Nicolai van Wijk dedicata. Series Maior, 72).
- E. D. Poriwānofu-cho. Nihongo kenkyū :  [яп.] / Murayama Shichirō henyaku. — Tōkyō : Kōbundō, 1976年. — IX, 241 p. — (Translatio Japonica). — Ориг.: E.D.ポリワーノフ 著 『日本語研究』村山七郎編訳。東京 : 弘文堂, 昭和51 (1976).
- Polivanov Evgenij. Pour une linguistique marxiste :  [фр.] / édités et présentés par Elena Simonato, trad. Elena Simonato et Patrick Sériot. — Limoges : Lambert-Lucas, 2014. — 252 p. — ISBN 978-2-35935-079-1.
- Andronov, A. V., Simonato, E. I. A. I. and Tomelleri, V. S. 'Evgeniy Dmitrievich Polivanov: The Abkhaz Analytical Alphabet. Text edition with an English Translation :  [англ.] // Studi Slavistici. — 2017. — P. 191—252. — ISSN 1824-7601. — doi:10.13128/Studi_Slavis-21945.

## Комментарии
1. ↑  В биографии В. Г. Ларцева отмечено, что в анкете Наркомпроса Узбекской ССР сам учёный указал дату 28 февраля 1892 года, однако в примечании Ларцев уточнил: «У нас есть архивная справка — он родился в 1891 г. Этот же год указан и в паспорте отца Е. Д. Поливанова»[2 1]. Метрическая запись в приходе Ильинской церкви города Смоленска подтверждает информацию о рождении Евгения 28 февраля и крещении 17 марта 1891 года (старого стиля). Восприемниками были коллежский секретарь Константин Михайлович Поливанов и вдова статского советника Наталья Петровна Поливанова. В декабре 1894 года по прошению было выдано свидетельство о рождении и крещении, вероятно, перед отъездом из Смоленска, в котором учёный более никогда не бывал[1].
2. ↑  Старояпонский язык в Петербургском университете преподавал Ёсибуми Куроно[яп.].
3. ↑  Русско-японское общество существовало в Петербурге в 1911—1917 годах, его главой являлся бывший министр финансов и предсовмина Российской империи В. Н. Коковцов. Согласно своему уставу, Общество должно было способствовать «экономическому сближению России и Японии в области торгово-промышленных интересов» и «взаимному изучению России и Японии на почве науки, искусства и культуры вообще»[9].
4. ↑  Уже в 1970-х годах залив обмелел, и сейчас деревня административно подчинена городу Нагасаки.
5. ↑  Иван (Иона) Абрамович Залкинд (1885—1928) — деятель революционного движения. Член РСДРП с 1903 года, поддерживал восставших на броненосце «Потёмкин». Учился в Петербургском и Парижском университетах, во Франции получил степень доктора биологии. После февраля 1917 года легально вернулся в Петроград, во время Октябрьской революции служил комиссаром революционного штаба Васильевского острова. В ноябре 1917 — мае 1918 года — первый заместитель наркома по иностранным делам РСФСР, проводил советизацию ведомства. После 1922 года служил консулом СССР в Прибалтике, Турции, Италии. После снятия Троцкого с постов Залкинд был исключён из партии и покончил жизнь самоубийством[14].